# Lijst van personen uit Stockholm
Deze lijst geeft een overzicht van personen die geboren zijn in de Zweedse hoofdstad Stockholm en een artikel hebben op de Nederlandstalige Wikipedia. De lijst is gerangschikt naar geboortedatum. Bij personen die overleden zijn in een andere plaats dan Stockholm staat tevens de plaats van overlijden vermeld achter de sterfdatum (voor zover bekend).

## Geboren in Stockholm

### Voor 1600

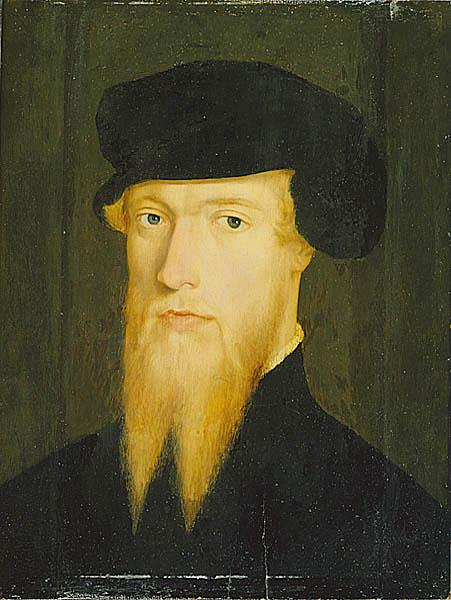
Koning Erik XIV van Zweden (1533-1577)

- Erik XIV van Zweden (1533-1577, Örbyhus), koning van Zweden
- Karel IX van Zweden (1550-1611, Nyköping), koning van Zweden
- Johan Franck (1590-1661, Uppsala), arts en botanicus
- Gustaaf II Adolf van Zweden (1594-1632, bij Lützen), koning van Zweden

### 1600–1699

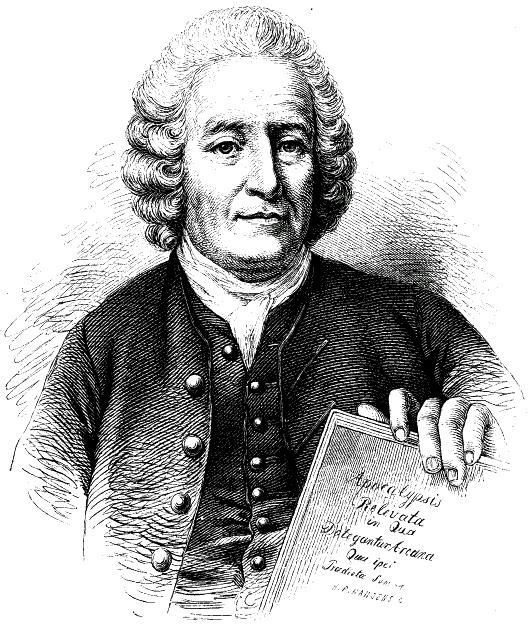
Wetenschapper Emanuel Swedenborg (1688-1772)

- Frederick Coyett (1615 of 1620-1687, Amsterdam), VOC-opperhoofd in Japan, VOC-bestuurder
- Simon Grundel-Helmfelt (1617-1676, nabij Landskrona), maarschalk en baron
- Christina I van Zweden (1626-1689), koningin van Zweden
- Karel XI van Zweden (1655-1697), koning van Zweden
- Magnus Stenbock (1665-1717, Kopenhagen), veldmaarschalk tijdens de Grote Noordse Oorlog
- Karel XII van Zweden (1682-1718, Halden), koning van Zweden
- Emanuel Swedenborg (1688-1772, Londen), wetenschapper, filosoof en theoloog
- Ulrike Eleonora van Zweden (1688-1741), koningin van Zweden

### 1700–1799

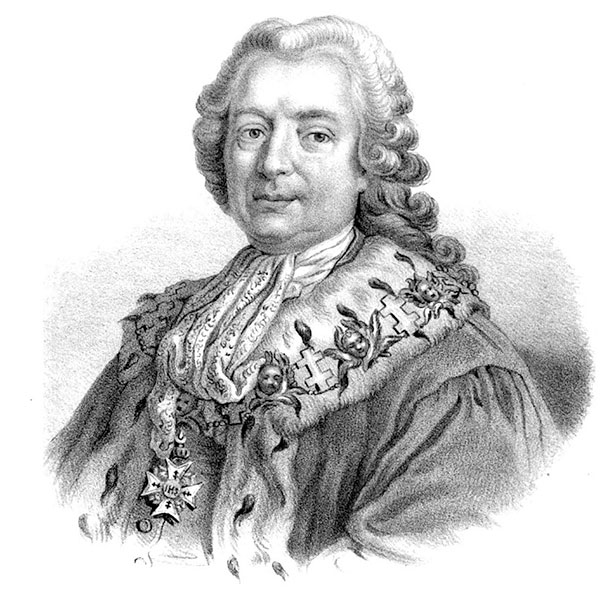
Staatsman Anders Johan von Höpken (1712-1789)

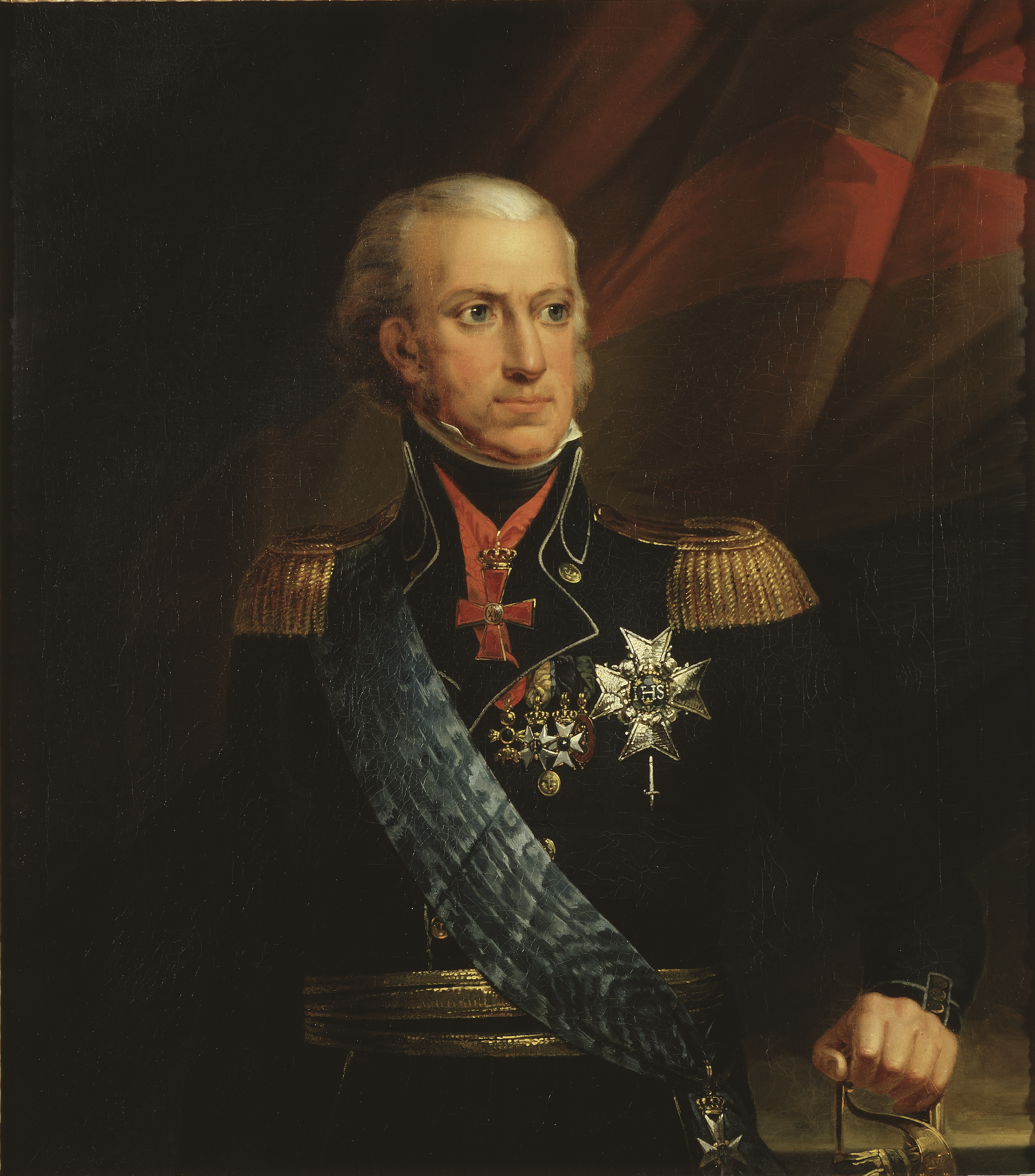
Koning Karel XIII van Zweden (1748-1818)

- Karel Frederik van Holstein-Gottorp (1700-1739, Rolfshagen), zoon van Frederik IV van Holstein-Gottorp
- Anders Johan von Höpken (1712-1789), staatsman
- Carl Fredrik Adelcrantz (1716-1796), architect
- Lorenz Pasch de Jongere (1733-1805), kunstschilder
- Carl Michael Bellman (1740-1795), dichter en componist
- Gustaaf III van Zweden (1746-1792), koning van Zweden
- Karel XIII van Zweden (1748-1818), koning van Zweden en Noorwegen
- Sophia Albertina van Zweden (1753-1869), prinses uit het huis Holstein-Gottorf
- Carl Frederic von Breda (1759-1818), kunstschilder
- Johan David Åkerblad (1763-1819, Rome), oriëntalist, archeoloog en diplomaat
- Anders Gustaf Ekeberg (1767-1813, Uppsala), scheikundige
- Gustaaf IV Adolf van Zweden (1778-1873, Sankt Gallen), koning van Zweden
- Carl Jonas Love Almqvist (1793-1866, Bremen), dichter, feminist, componist en realist
- Franz Berwald (1796-1868), componist, muziekpedagoog en violist
- Gustaaf van Wasa (1799-1877, Pillnitz), kroonprins van Zweden

### 1800–1849

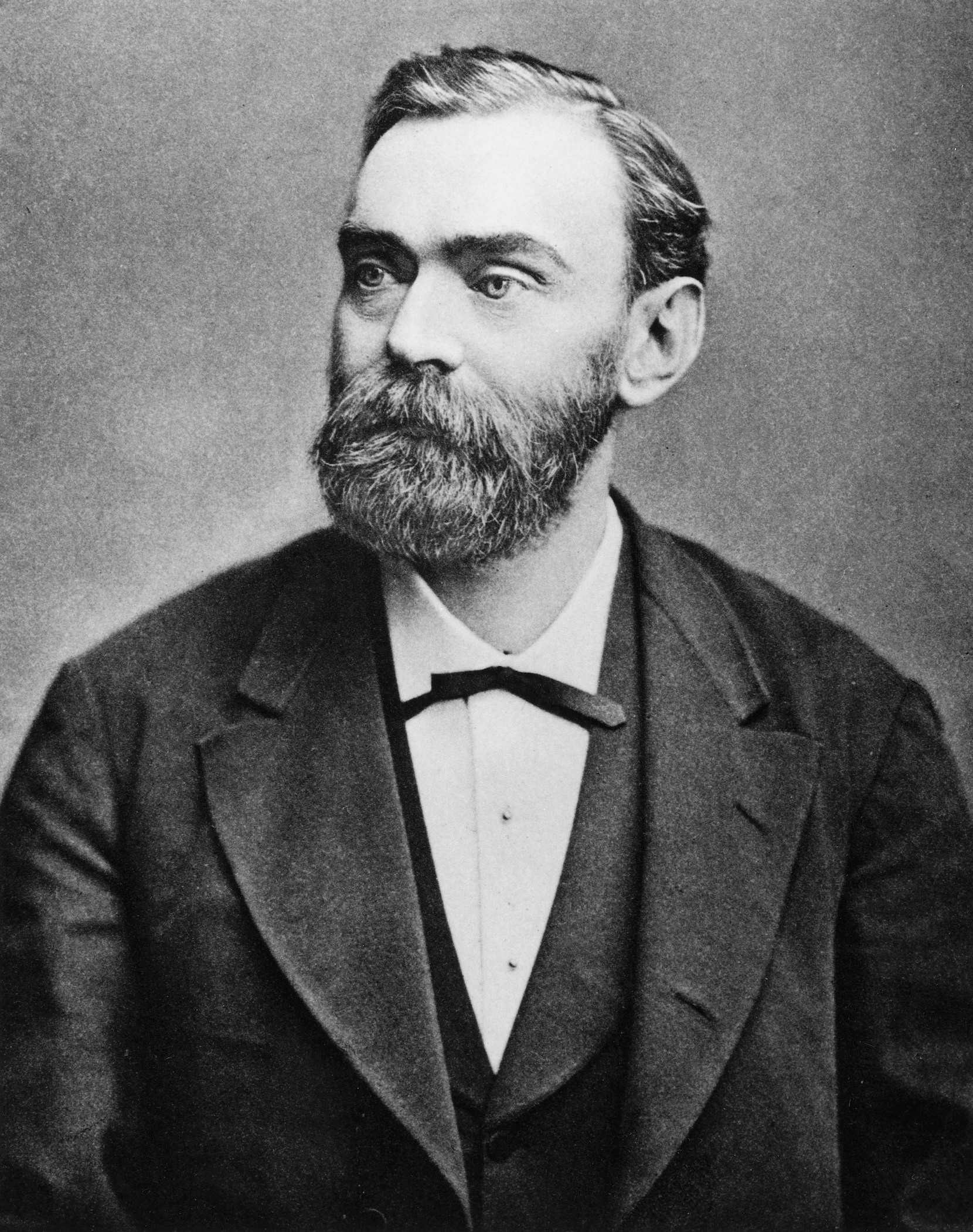
Zakenman Alfred Nobel (1833-1888)

- Johan Vilhelm Snellman (1806-1881, Kirkkonummi), politiek denker
- Jenny Lind (1820-1887, Malvern), operazangeres en filantroop
- Robert Nobel (1829-1896, Getå nabij Norrköping), industrieel, oliemagnaat en broer van Alfred Nobel
- Karel XV van Zweden (1826-1872, Malmö), koning van Zweden
- Oscar II van Zweden (1828-1907), koning van Zweden en Noorwegen
- Ludvig Nobel (1831-1888, Cannes), zakenman
- Gustaf Åkerhielm (1833-1900), politicus en diplomaat
- Alfred Nobel (1833-1896, San Remo), chemicus en industrieel
- Per Teodor Cleve (1840-1905, Uppsala), scheikundige en geoloog
- Oscar Montelius (1843-1921), archeoloog
- Robert Themptander (1844-1897), politicus
- Gösta Mittag-Leffler (1846-1927, Djursholm), wiskundige
- Carl Erik Alexander Bovallius (1849-1907, Georgetown), natuurwetenschapper
- August Strindberg (1849-1912), auteur

### 1850–1859

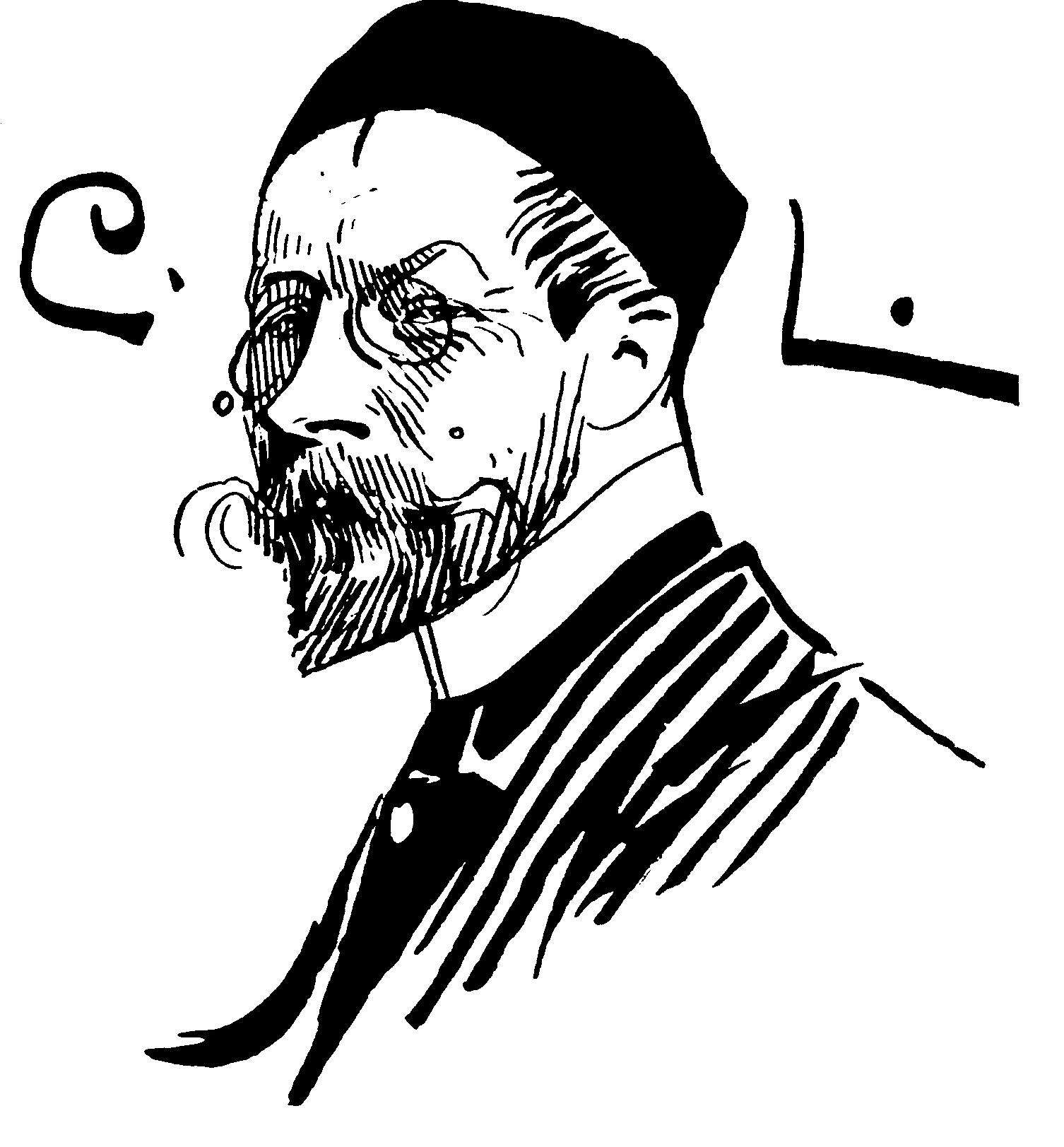
Beeldend kunstenaar Carl Larsson (1853-1919)

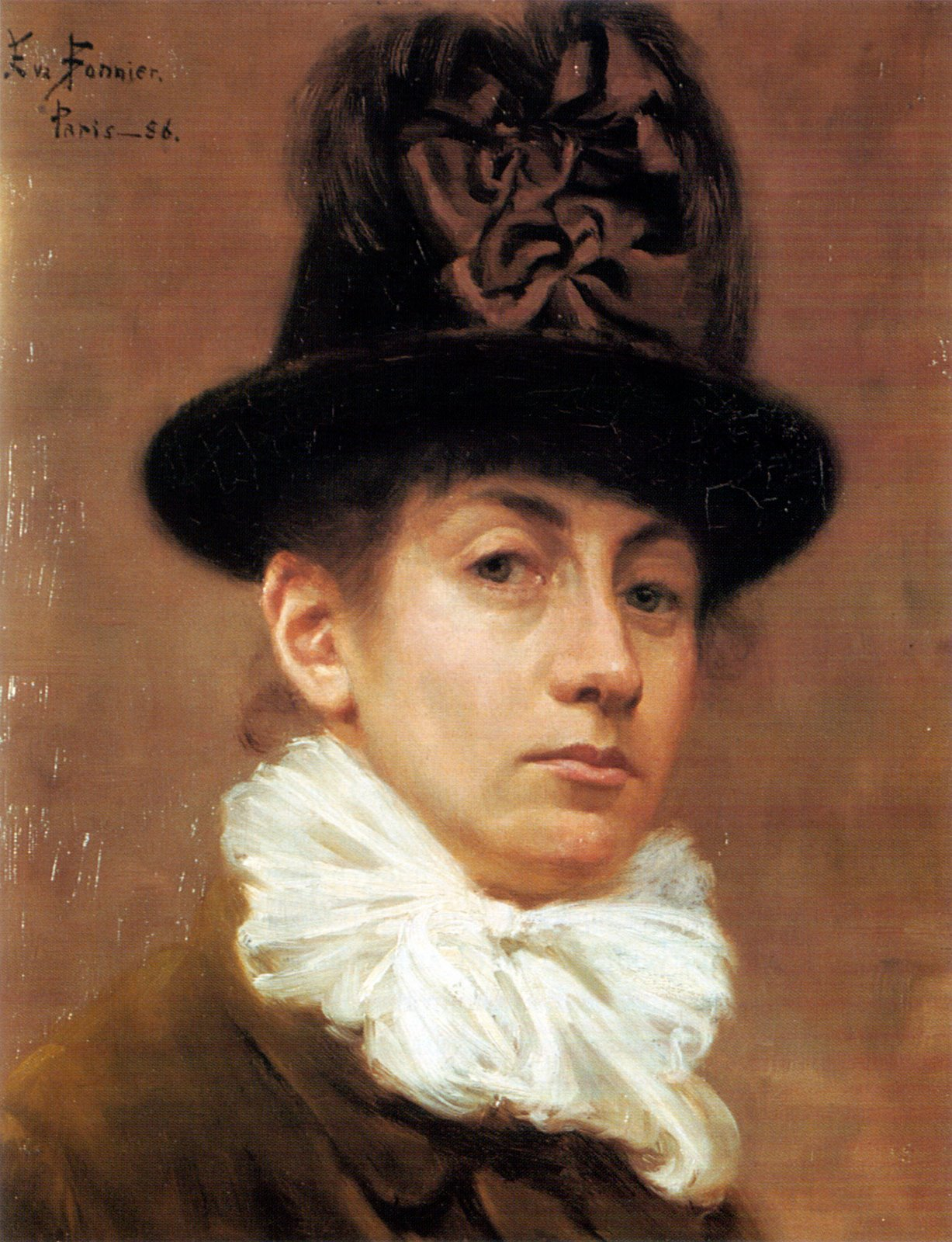
Kunstschilderes Eva Bonnier (1857-1909)

- Carl Bildt (1850-1931), diplomaat en auteur
- Ernst Josephson (1851-1906), kunstschilder en dichter
- Knut Wicksell (1851-1926, Stocksund), econoom
- Carl Larsson (1853-1919, Falun), beeldend kunstenaar
- Emil Sjögren (1853-1918, Knivsta), componist en organist
- Eva Bonnier (1857-1909, Kopenhagen), kunstschilderes
- Richard Bergh (1858-1919), kunstschilder
- Charles August Lindbergh (1859-1924, Crookston), lid van het Huis van Afgevaardigden (Verenigde Staten)

### 1860–1869

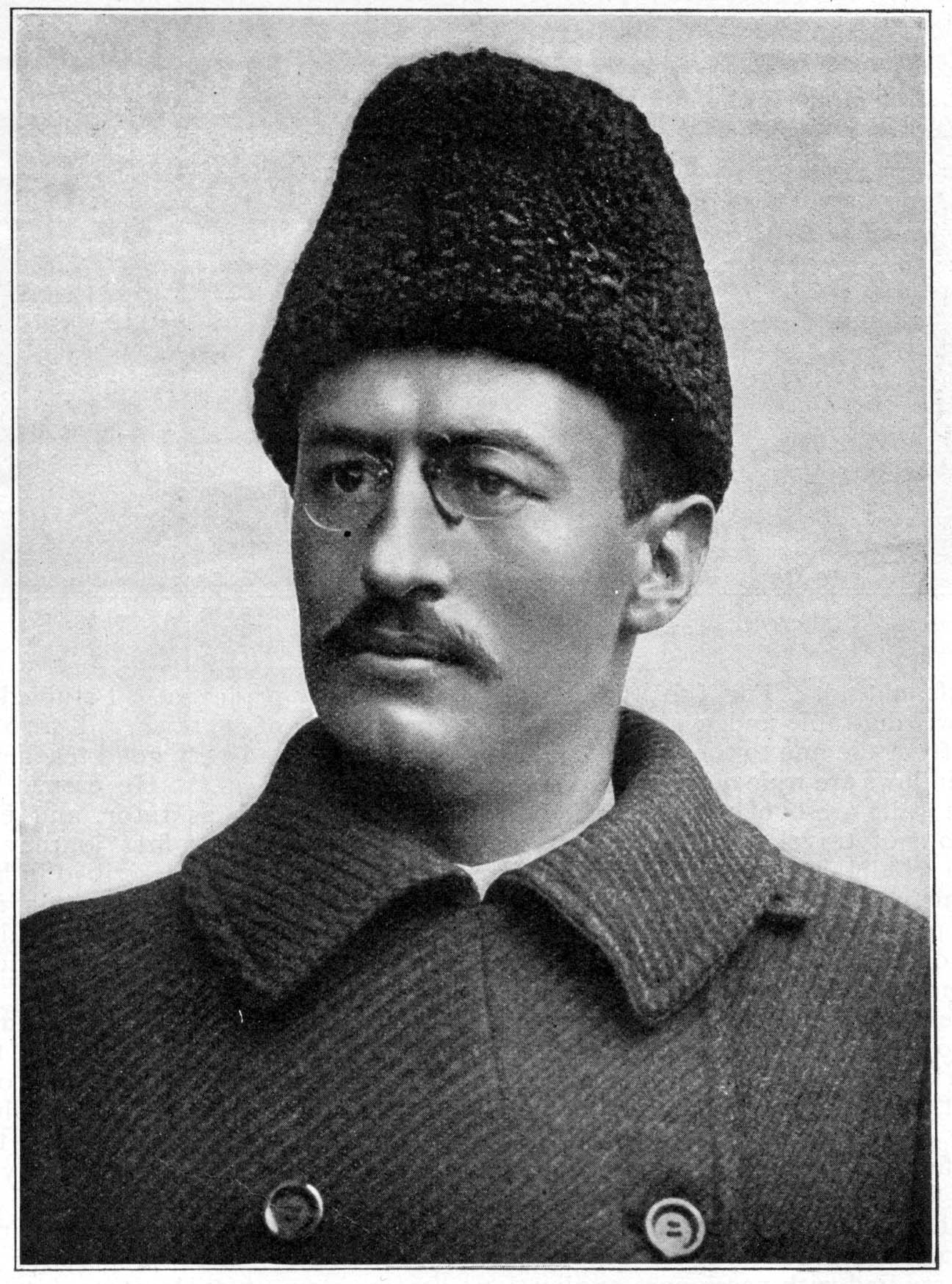
Ontdekkingsreiziger Sven Hedin (1865-1952)

- Hjalmar Branting (1860-1925), politicus en Nobelprijswinnaar (1921)
- Carl Lindhagen (1860-1946), advocaat, socialistisch politicus en pacifist
- Karel van Zweden (1861-1951), prins van Zweden
- Hanna Pauli (1864-1940, Solna), kunstschilderes
- Sven Hedin (1865-1952), ontdekkingsreiziger
- Gustav Cassel (1866-1945, Jönköping), econoom
- Erik Ivar Fredholm (1866-1927, Mörby), wiskundige
- Carl Cederström (1867-1918, in de Botnische Golf), baron en vliegtuigpionier
- Tor Aulin (1868-1914, Saltsjöbaden), componist, dirigent en violist
- Hjalmar Söderberg (1869-1941, Kopenhagen), schrijver en dramaturg
- Oscar Almgren (1869-1945, Uppsala), archeoloog

### 1870–1879

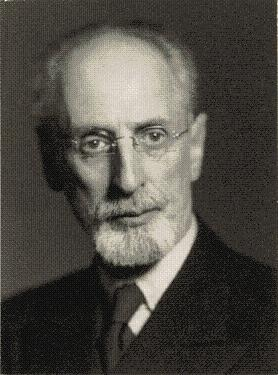
Econoom en historicus Eli Heckscher (1879-1952)

- Elisabeth Beskow (1870-1928), schrijfster
- Helge von Koch (1870-1924), wiskundige
- Alice Nordin (1871-1948), beeldhouwster
- Wilhelm Stenhammar (1871-1927, Jonsered), componist, pianist en dirigent
- Hugo Alfvén (1872-1960, Falun), componist, dirigent, violist en kunstschilder
- Elsa Beskow (1874-1853, Djursholm), schrijfster en illustrator
- Vagn Walfrid Ekman (1874-1954, Gostad nabij Stockaryd), oceanograaf
- Natanael Berg (1879-1957), componist en dierenarts
- Eli Heckscher (1879-1952), econoom en historicus

### 1880–1889

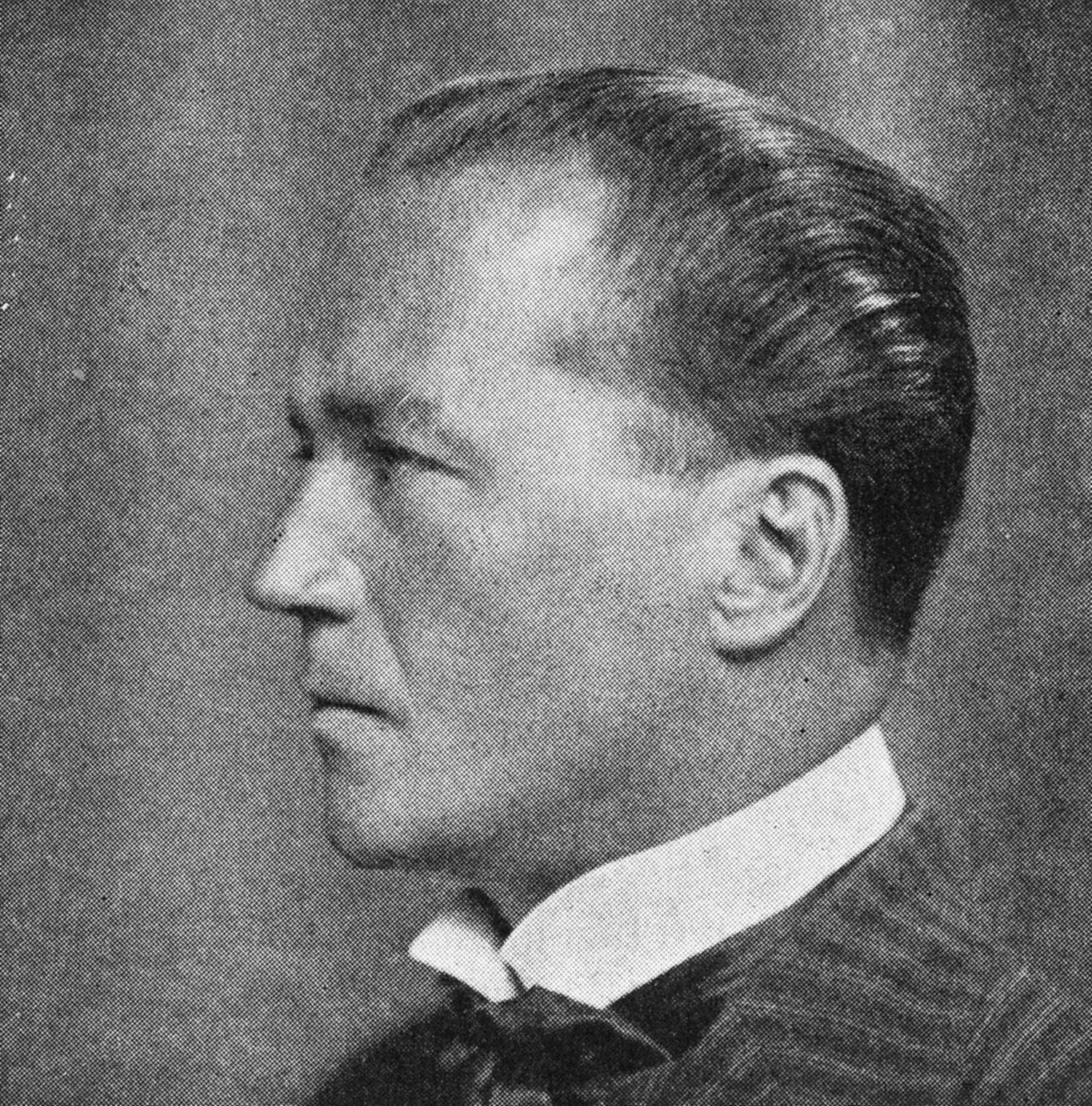
Componist en dirigent Ture Rangström (1884-1947)

- Gustaf Nyholm (1880-1957), schaker
- Ernst Fast (1881-1959, Husby-Ärlinghundra), langeafstandsloper
- Bruno Söderström (1881-1969), atleet
- Ivar Kamke (1882-1936, Helsingborg), schilder
- Gustaaf VI Adolf van Zweden (1882-1973, Helsingborg), koning van Zweden
- Ture Rangström (1884-1947), componist, muziekpedagoog, dirigent en muziekcriticus
- Gunnar Asplund (1885-1940), architect
- Helmer Alexandersson (1886-1927), componist en violist
- Karl Ansén (1887-1959), voetballer
- Carin Göring (1888-1931), eerste echtgenote van Hermann Göring
- Wilhelm Kåge (1889-1960), schilder en keramist
- Elsa Regnell (1889-1967), schoonspringster

### 1890–1899
- Gösta Ekman (1890-1938), acteur

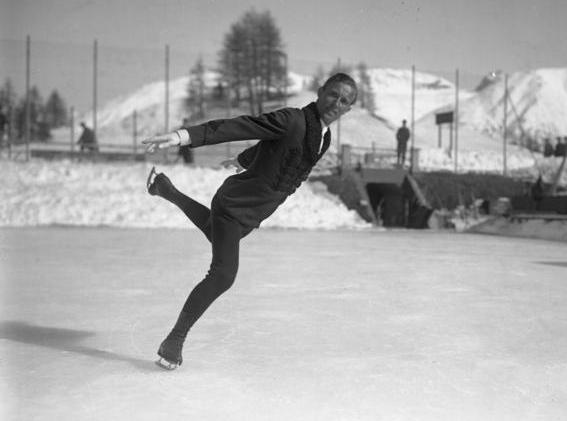
Kunstschaatser Gillis Grafström (1893-1938)

- Alvin Carlsson (1891-1972), schoonspringer
- Erik Lindahl (1891-1960, Uppsala), econoom
- Ester Blenda Nordström (1891-1948), journalist, auteur en ontdekkingsreizigster
- Harry Roeck-Hansen (1891-1959), acteur en theaterdirecteur
- Karl-Axel Kullerstrand (1892-1981, Täby), atleet
- Cletus Andersson (1893-1971), waterpolospeler
- Harald Cramér (1893-1985), wiskundige en statisticus
- Gillis Grafström (1893-1938, Potsdam), kunstschaatser
- Sven Malm (1894-1974), atleet
- Hilmar Wictorin (1894-1964), waterpolospeler
- Folke Bernadotte (1895-1948, Jeruzalem), graaf en diplomaat
- Nils Backlund (1896-1964), waterpolospeler
- Rolf Sievert (1896-1966), medisch fysicus
- Aina Cederblom (1896-1986), ontdekkingsreizigster, schrijfster en textielkunstenares
- Harry Sundberg (1898-1945), voetballer

### 1900–1909
- Åke Borg (1901-1973), zwemmer

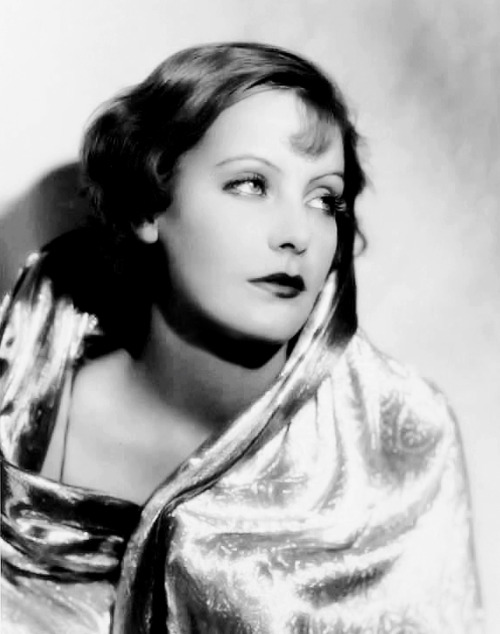
Actrice Greta Garbo (1905-1990)

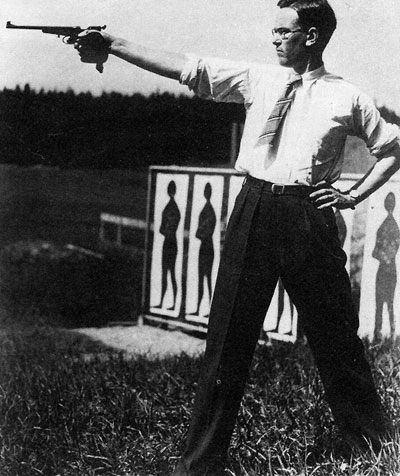
Schutter Torsten Ullman (1908-1993)

- Arne Borg (1901-1987, Vallentuna), zwemmer
- Karin Eyck-Meyer (1901-1996). schilder
- Arne Tiselius (1902-1971, Uppsala), biochemicus en Nobelprijswinnaar (1948)
- Alf Sjöberg (1903-1980), regisseur
- Gösta Persson (1904-1991, Malmö), waterpolospeler en zwemmer
- Georg Werner (1904-2002), zwemmer
- Ulf Svante von Euler (1905-1983), fysioloog, farmacoloog en Nobelprijswinnaar (1970)
- Greta Garbo (1905-1990, New York), actrice
- Tore Ljungqvist (1905-1980, Tore), waterpolospeler
- Astrid van Zweden (1905-1935, Küssnacht am Rigi), koningin van België
- Gustaaf Adolf van Zweden (1906-1947, Kastrup), erfprins van Zweden
- Gunnar Ekelöf (1907-1968, Sigtuna), modernistisch dichter en essayist
- Åke Holmberg (1907-1991), schrijver en vertaler
- Inga Gentzel (1908-1991), atlete
- Gösta Knutsson (1908-1973, Uppsala), radioproducer en schrijver
- Åke Nauman (1908-1995), waterpolospeler
- Sture Petrén (1908-1976, Genève), ambassadeur en hovrättsvoorzitter
- Georg Svensson (1908-1970), waterpolospeler
- Torsten Ullman (1908-1993), schutter
- Göte Andersson (1909-1975, Uppsala), waterpolospeler
- Lennart Bernadotte (1909-2004, Mainau), prins van Zweden
- Gunnar Björnstrand (1909-1986), acteur
- Martha Norelius (1909-1955, Saint Louis), Amerikaans zwemster
- Runar Sandström (1909-1985, Saltsjö-Boo), waterpolospeler

### 1910–1919

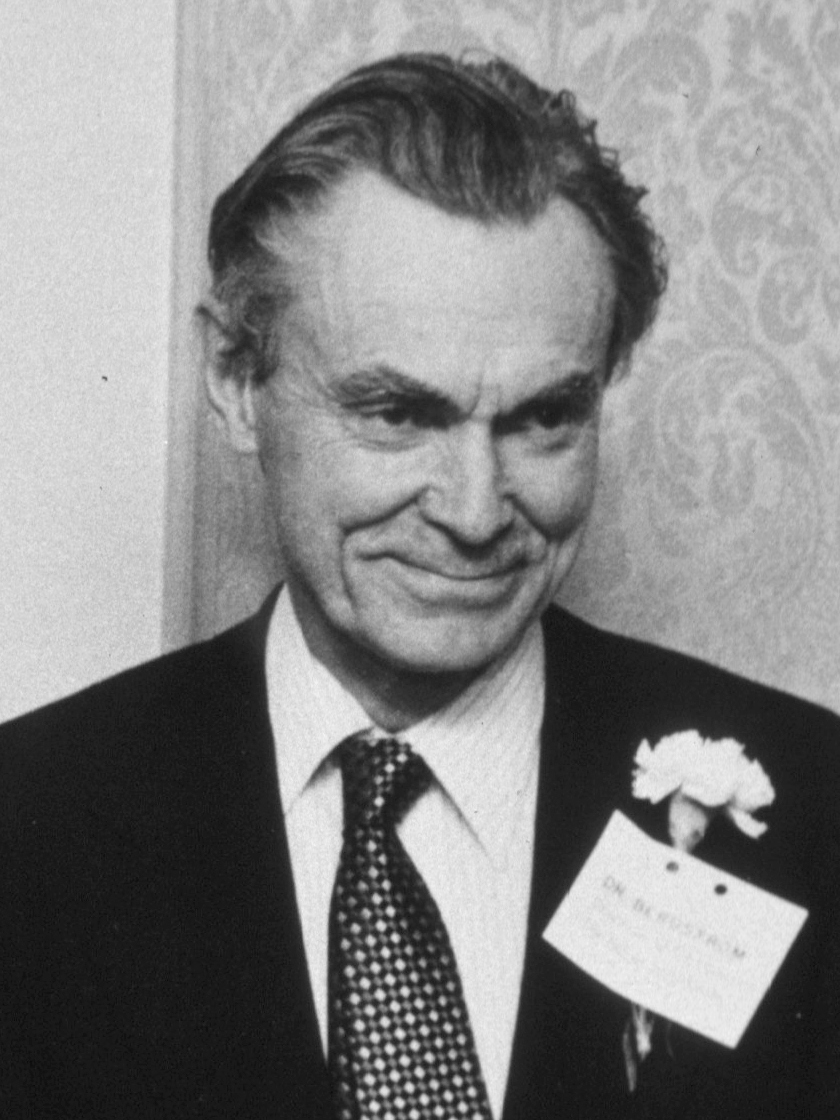
Biochemicus Sune Bergström (1916-2004)

- Bertil Berg (1910-1989), waterpolospeler
- Sven-Pelle Pettersson (1911-1995, Huddinge), waterpolospeler
- Kristina Söderbaum (1912-2001, Hitzacker), actrice
- Bertil van Zweden (1912-1997), hertog van Halland
- Tore Lindzén (1914-2003), waterpolospeler
- Ingrid Bergman (1915-1982, Londen), actrice
- Hasse Ekman (1915-2004, Marbella), acteur en regisseur
- Sune Karl Bergström (1916-2004), biochemicus en Nobelprijswinnaar (1982)
- Rolf Julin (1918-1997), waterpolospeler
- Ester Nagel (1918-2005), schrijfster
- Gunnel Vallquist (1918-2016), schrijfster en criticus
- Sven-Erik Bäck (1919-1994), componist, muziekpedagoog, dirigent en violist
- Erik Elmsäter (1919-2006), atleet
- Åke Seyffarth (1919-1998, Mora), langebaanschaatser

### 1920–1929

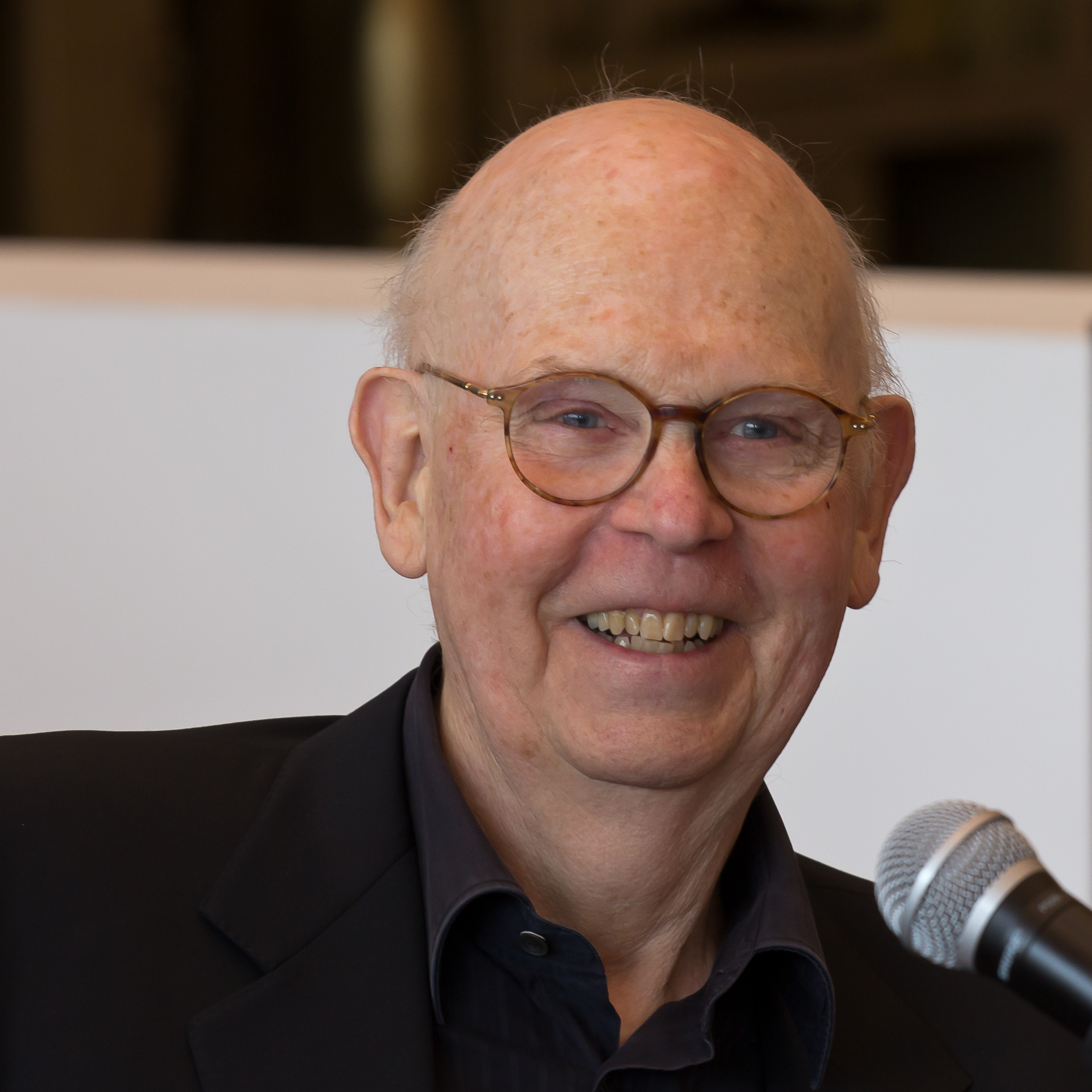
Beeldhouwer Claes Oldenburg (1929-2022)

- Torbjörn Lundquist (1920-2000, Grillby), componist, dirigent en musicoloog
- Olle Ohlson (1921-1983), waterpolospeler
- Rolf Ericson (1922-1997), jazz-trompettist en bugelist
- Rune Öberg (1922-2002), waterpolospeler
- Sten Andersson (1923-2006), politicus
- Erland Josephson (1923-2012), acteur, auteur en regisseur
- Nicolai Gedda (1925-2017), tenor
- Brita Borg (1926-2010, Borgholm), zangeres en actrice
- Per Oscarsson (1927-2010, Bjärka in de buurt van Skara), acteur
- Olof Palme (1927-1986), politicus
- Elisabeth Söderström (1927-2009), opera- en concertzangeres
- Lennart Carleson (1928), wiskundige
- Beppe Wolgers (1928-1986, Östersund), acteur, schrijver, componist en regisseur
- Lennart Johansson (1929-2019), UEFA-voorzitter
- Claes Oldenburg (1929-2022), Zweeds-Amerikaans beeldhouwer, schilder en graficus
- Lennart Skoglund (1929-1975), voetballer

### 1930–1939

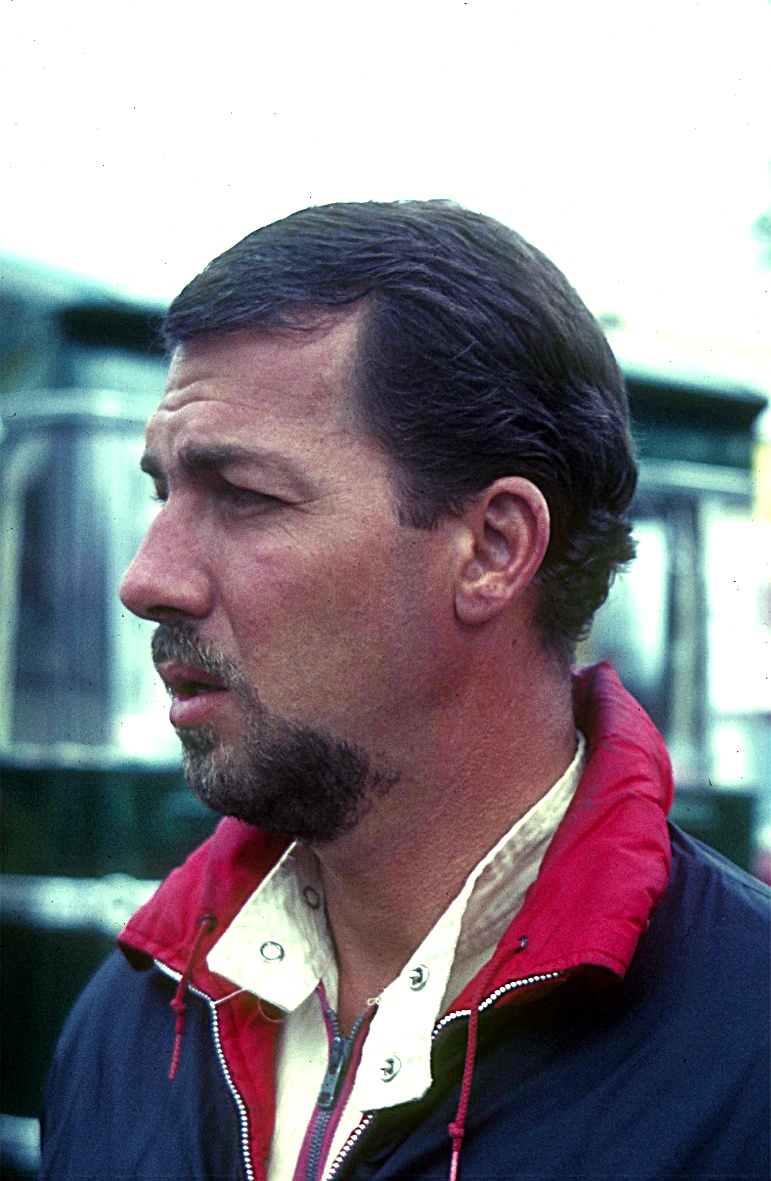
Autocoureur Jo Bonnier (1930-1972)

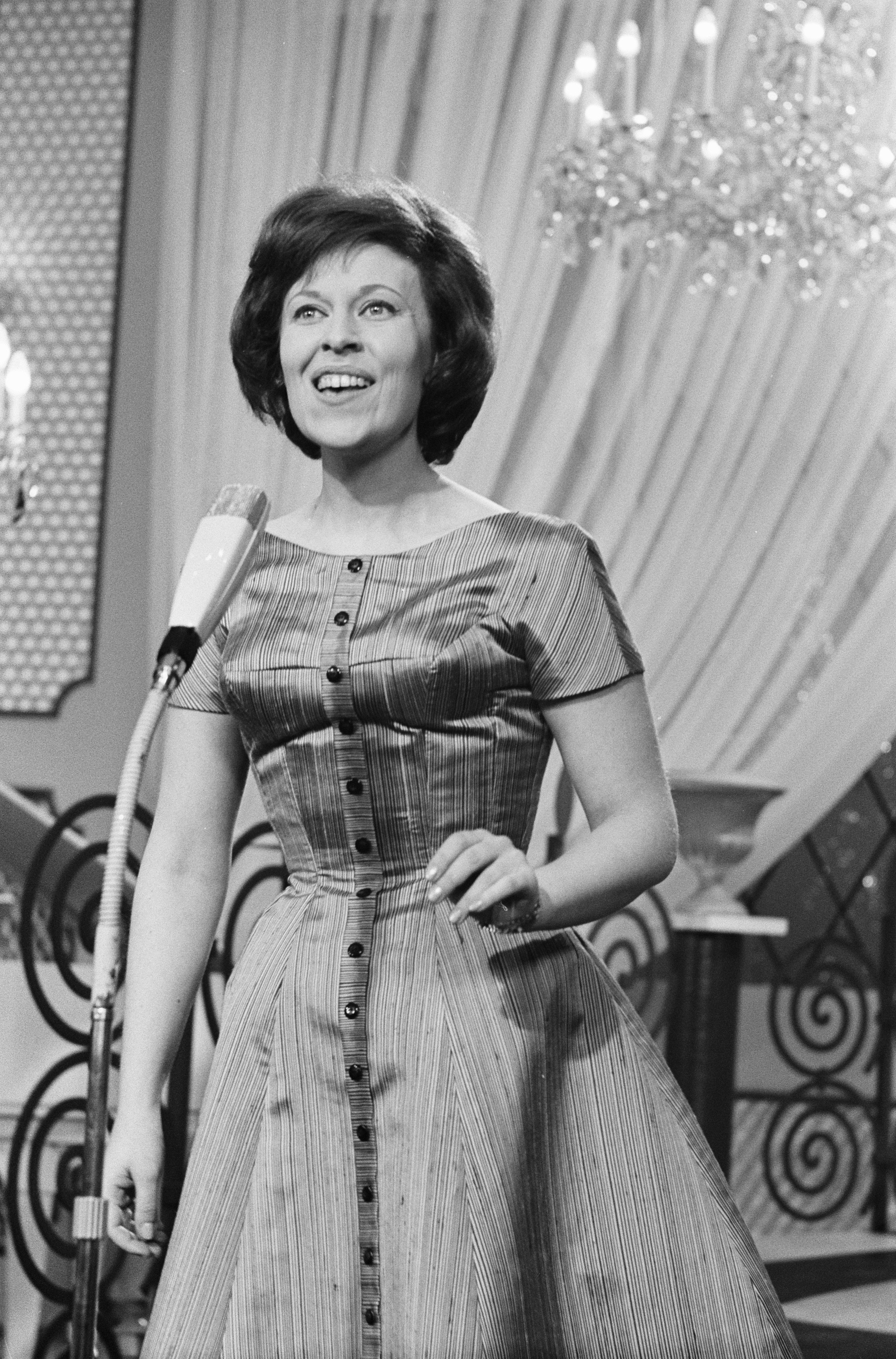
Zangeres Inger Berggren (1934-2019)

- Jo Bonnier (1930-1972, Le Mans), autocoureur
- Jean Tabary (1930-2011, Pont-l'Abbé-d'Arnoult), Frans tekenaar
- Tomas Tranströmer (1931-2015), dichter en Nobelprijswinnaar (2011)
- Sven Tumba (1931-2011), ijshockeyer, golfer en voetballer
- Harriet Andersson (1932), actrice
- Kerstin Dunér (1932), actrice en danseres
- Sven Lindqvist (1932-2019), auteur
- Öllegård Wellton (1932-1991), actrice
- Axel Leijonhufvud (1933-2022), econoom en hoogleraar
- Arne Mellnäs (1933-2002), componist, muziekpedagoog en dirigent
- Inger Berggren (1934-2019), zangeres
- Kurt Hamrin (1934-2024), Zweeds voetballer
- Inger Stevens (1934-1970, Los Angeles), actrice
- Folke Rabe (1935-2017), componist, muziekpedagoog en trombonist
- Maj Sjöwall (1935-2020), detectiveschrijfster
- Bibi Andersson (1935-2019), actrice
- Fred Åkerström (1937-1985), zanger
- Christina Schollin (1937), actrice
- Svante Thuresson (1937-2021), zanger
- Stig Bergling (1937-2015), spion
- Tomas Lindahl (1938), arts en Nobelprijswinnaar (2015)

### 1940–1949
- Britt Ekland (1942), actrice
- Lasse Holm (1943), zanger
- Gösta Winbergh (1943-2002), tenor

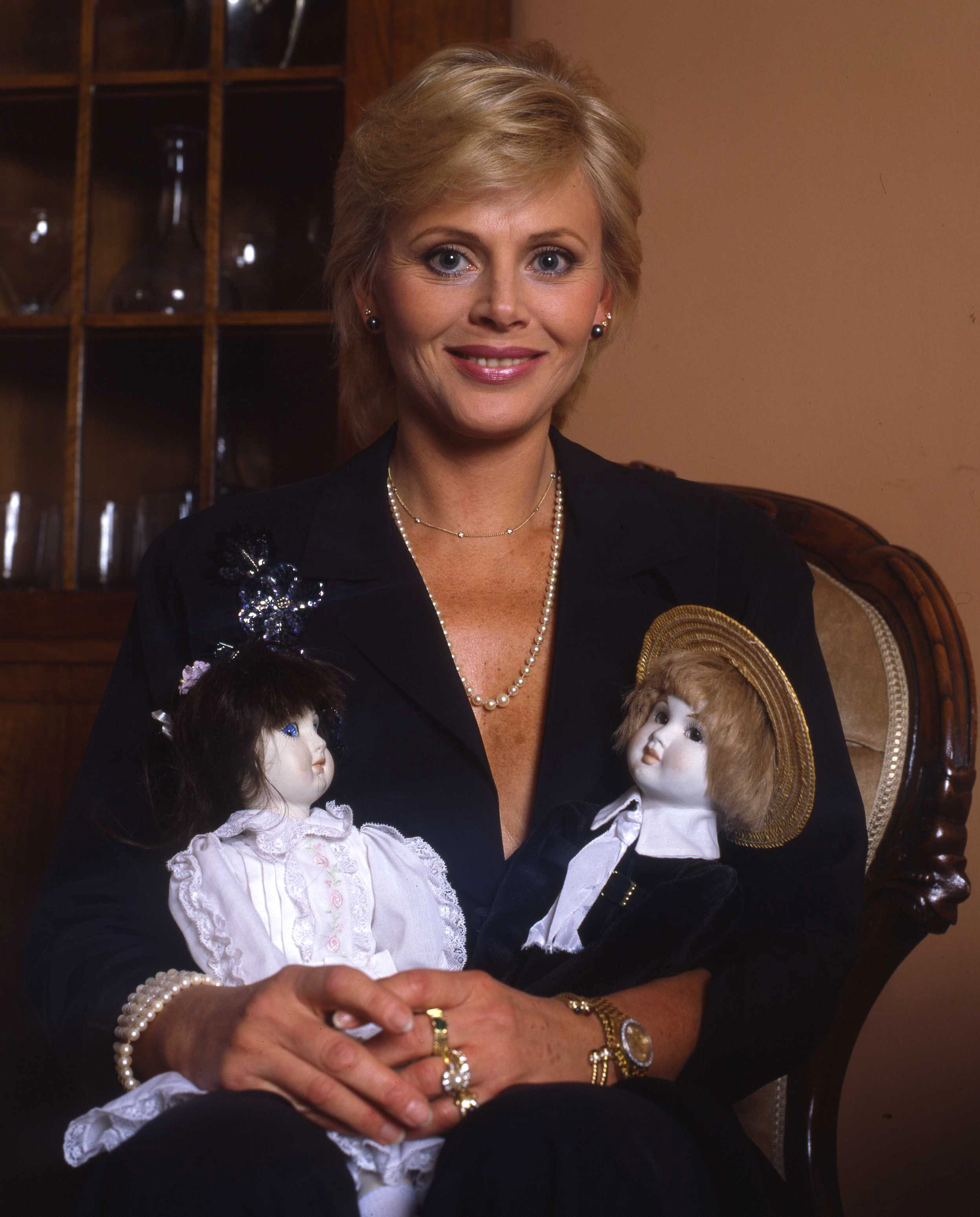
Actrice Britt Ekland (1942)

- Anna-Lena (1944-2010), schlagerzangeres
- Lars Norén (1944-2021), toneelschrijver
- Lena Nyman (1944-2011), actrice
- Anders Wijkman (1944), politicus
- Lasse Berghagen (1945-2023), zanger
- Göran Claeson (1945), langebaanschaatser
- Benny Andersson (1946), ABBA-lid
- Palle Danielsson (1946-2024), jazzbassist
- Anders Gärderud (1946), atleet
- Lasse Hallström (1946), regisseur
- Stefan Persson (1947), ondernemer
- Krister Thelin (1947), jurist
- Jan Gissberg (1948), striptekenaar, animator en regisseur
- Henning Mankell (1948-2015), schrijver
- Keke Rosberg (1948), Fins autocoureur
- Art Spiegelman (1948), Amerikaans auteur
- Åse Kleveland (1949), Zweeds-Noors politica en voormalig artiest

### 1950–1959
- Marie Bergman (1950), zangeres
- Harpo (1950), zanger

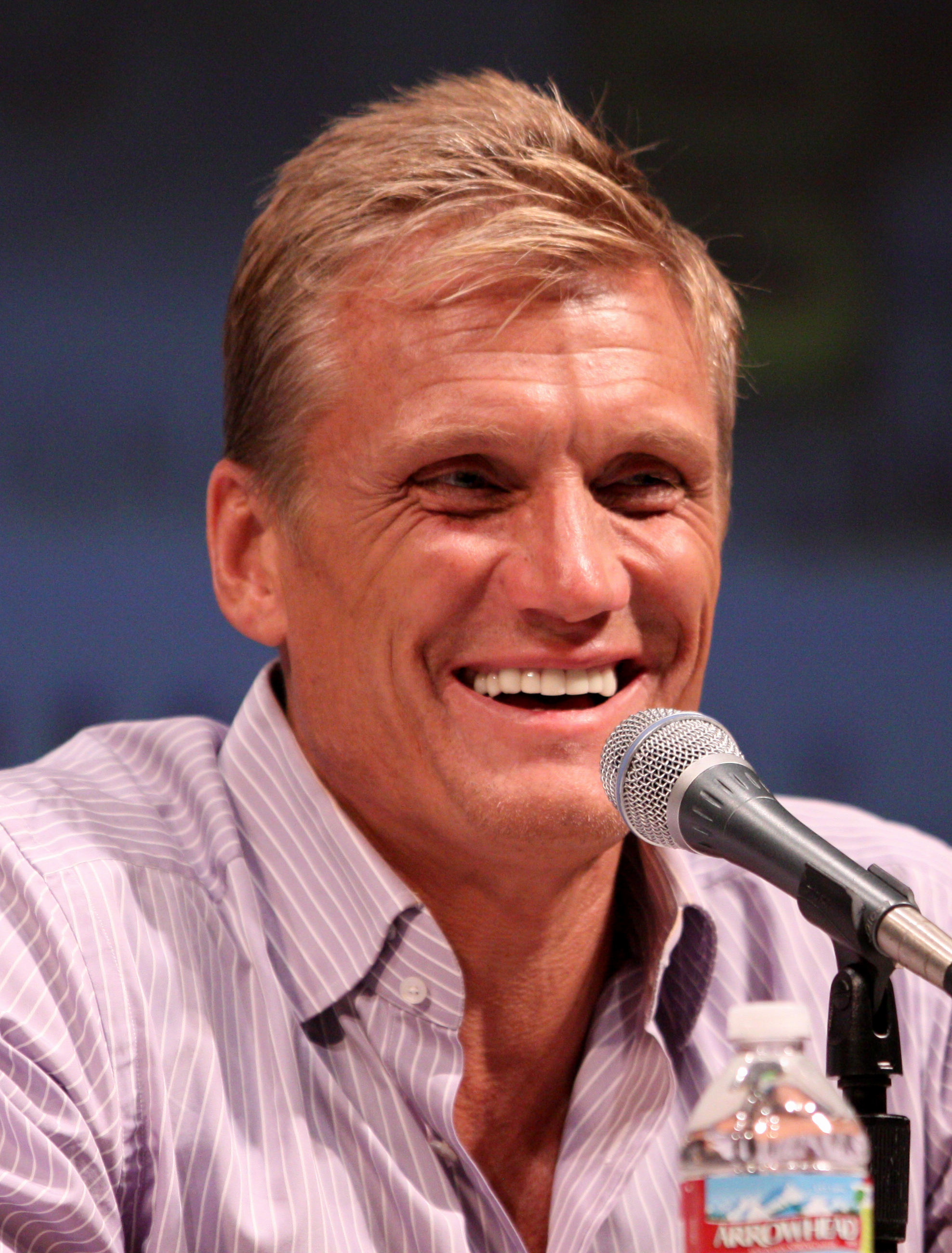
Acteur en regisseur Dolph Lundgren (1957)

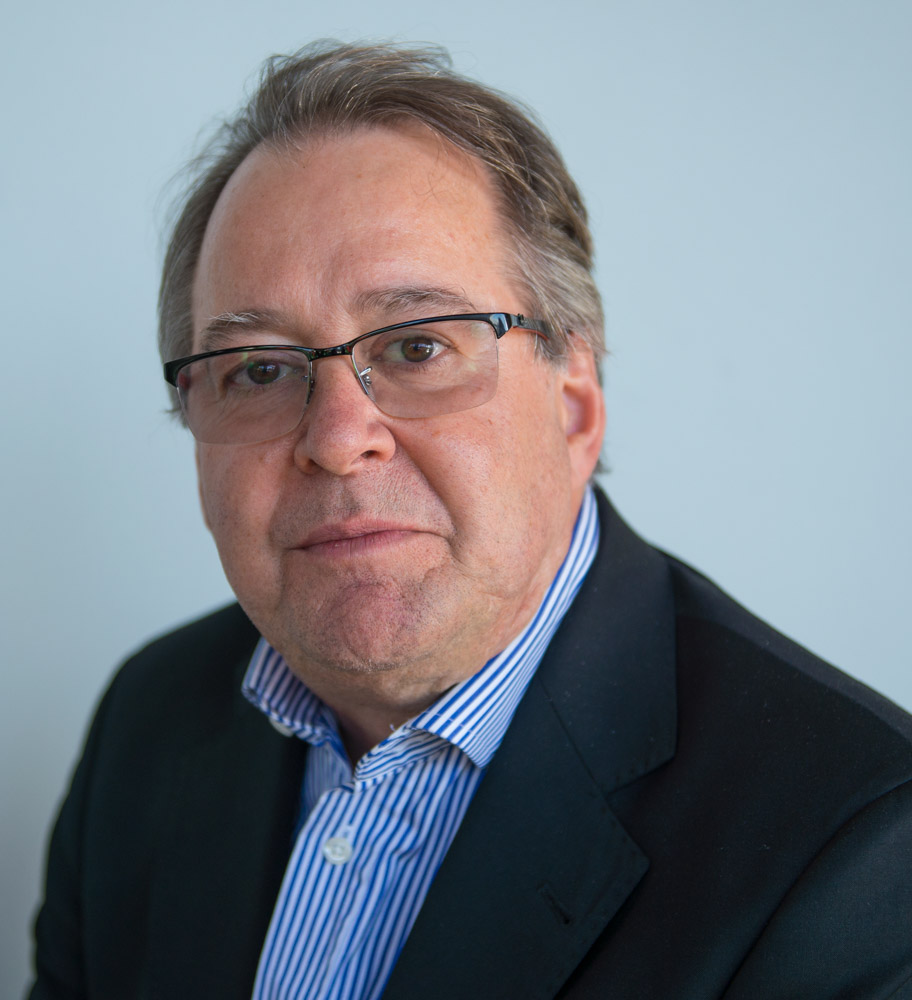
Acteur Göran Ragnerstam (1957)

- Sören Åkeby (1952), voetballer en voetbalcoach
- Toomas Hendrik Ilves (1953), president van Estland (2006-2016) en politicus
- Johan Hedenberg (1954), (stem)acteur
- Anders Hillborg (1954), componist
- Anders Johnsson (1955), golfer
- Lars Karlsson (1955), schaker
- Lena Olin (1955), actrice
- Anne Sofie von Otter (1955), operazangeres
- Linda Haglund (1956-2015), sprintster
- Ulf Larsson (1956-2009, Solna), acteur, revueartiest, komiek en toneelregisseur
- Christer Fuglesang (1957), natuurkundige en ESA astronaut
- Anna Lindh (1957-2003), politica
- Stefan Löfven (1957), politicus; premier van Zweden 2014-2021
- Dolph Lundgren (1957), acteur en regisseur
- Göran Ragnerstam (1957), acteur
- Pär Sundberg (1957), acteur
- Martin Adler (1958-2006, Mogadishu), cameraman, journalist en misdaadslachtoffer
- Anders Grenstad (1958), admiraal
- Maria Persson (1959), actrice
- Ove Sellberg (1959), golfprofessional
- Viveca Sten (1959), schrijfster en juriste

### 1960–1969
- Tommy Nilsson (1960), zanger

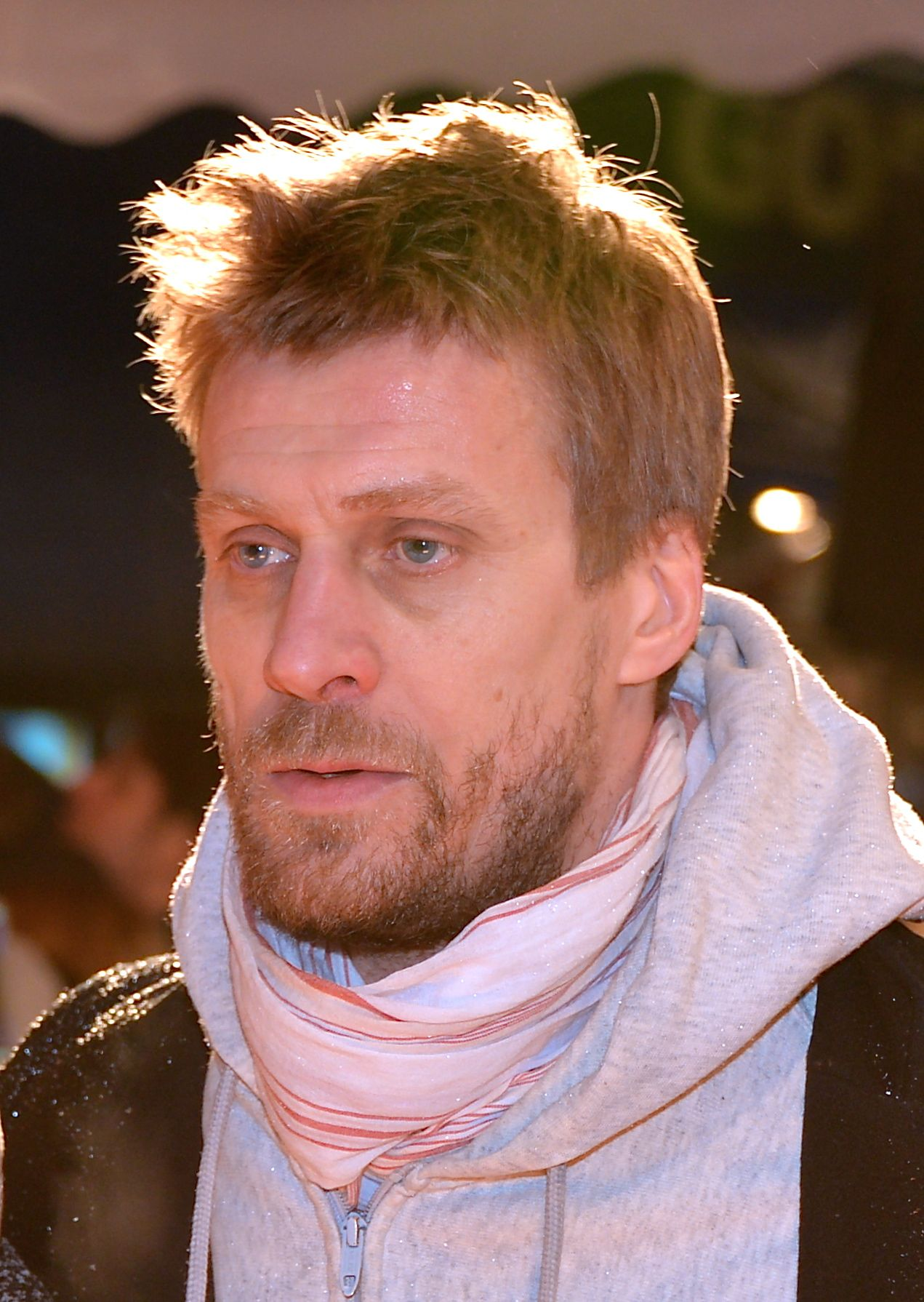
Acteur Jens Hultén (1963)

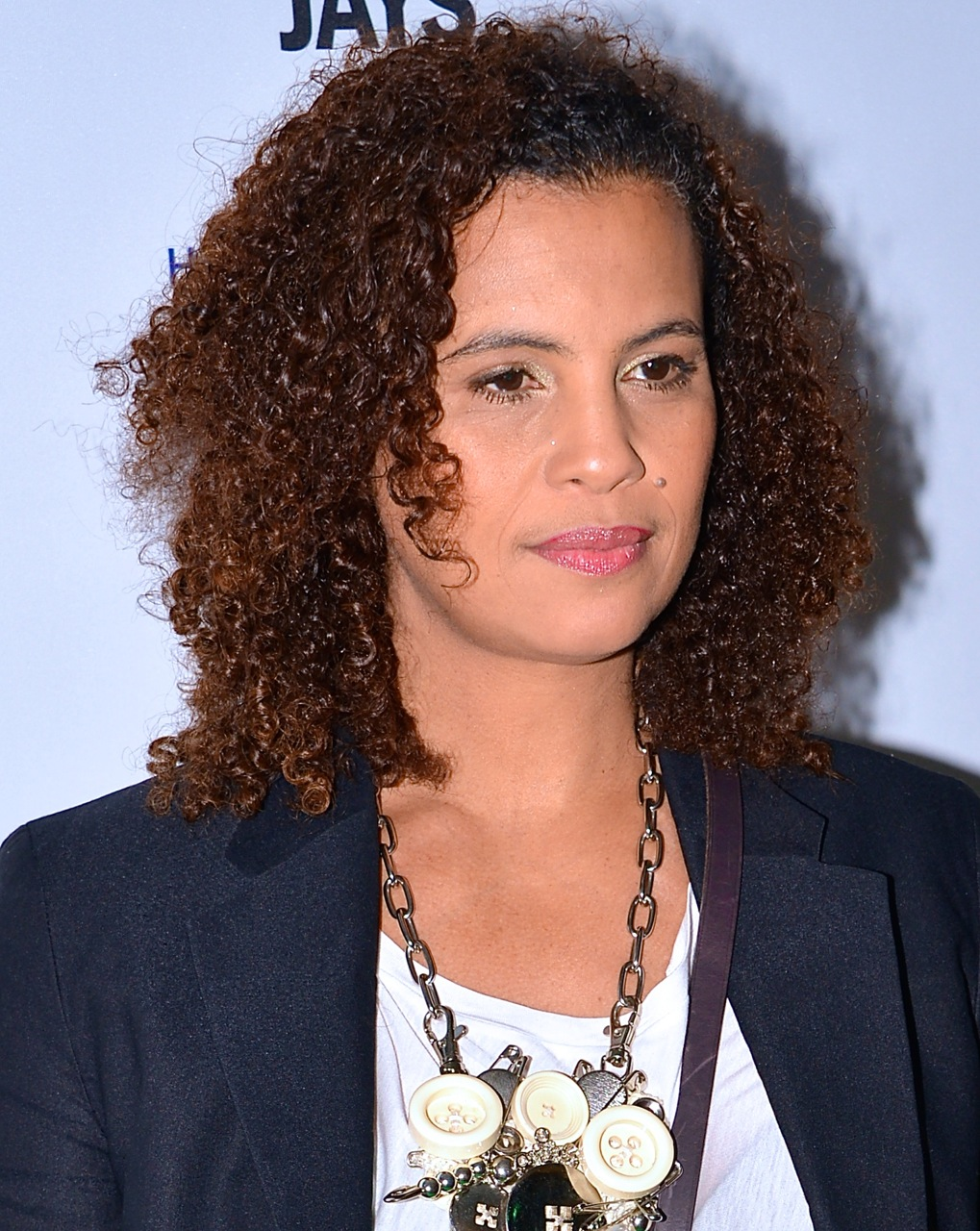
Zangeres Neneh Cherry (1964)

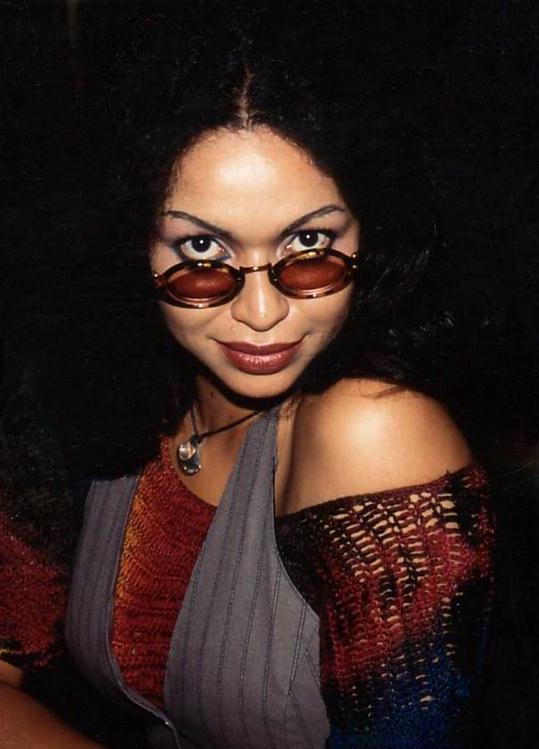
Zangeres en actrice Camilla Henemark (1964)

- Mikael Nyqvist (1960-2017), acteur
- Ann Telnaes (1960), cartooniste
- Mikael Appelgren (1961), tafeltennisser
- Nanne Grönvall (1962), zangeres
- Kjell Jonevret (1962), voetballer en voetbalcoach
- Pia Cramling (1963), schaakster en FIDE grootmeester
- Jens Hultén (1963), acteur
- Yngwie Malmsteen (1963), gitarist
- Jack Vreeswijk (1964-2023), zanger
- Neneh Cherry (1964), zangeres, hiphopper
- Camilla Henemark (1964), zangeres, actrice en voormalig model
- Jesper Parnevik (1965), golfprofessional.
- Anders Limpar (1965), voetballer
- Jan-Ove Waldner (1965), tafeltennisser
- Patrik Ringborg (1965), dirigent
- Jan Johansen (1966), zanger
- Björn Meyer (1965), basgitarist en componist
- Jonas Åkerlund (1965), filmregisseur
- Carola Häggkvist (1966), zangeres
- Stefan Rehn (1966), voetballer en voetbalcoach
- Reuben Sallmander (1966), acteur en zanger
- Gustaf Hammarsten (1967), acteur
- Johan Inger (1967), danser en choreograaf
- Michel Lafis (1967), wielrenner
- Marcus Schenkenberg (1968), Nederlands-Zweeds fotomodel, acteur, schrijver, zanger en televisiepersoonlijkheid
- Cecilia Malmström (1968), politicus en Eurocommissaris
- Stina Nordenstam (1969), singer-songwriter
- Johan Furhoff (1969), schaker

### 1970–1979

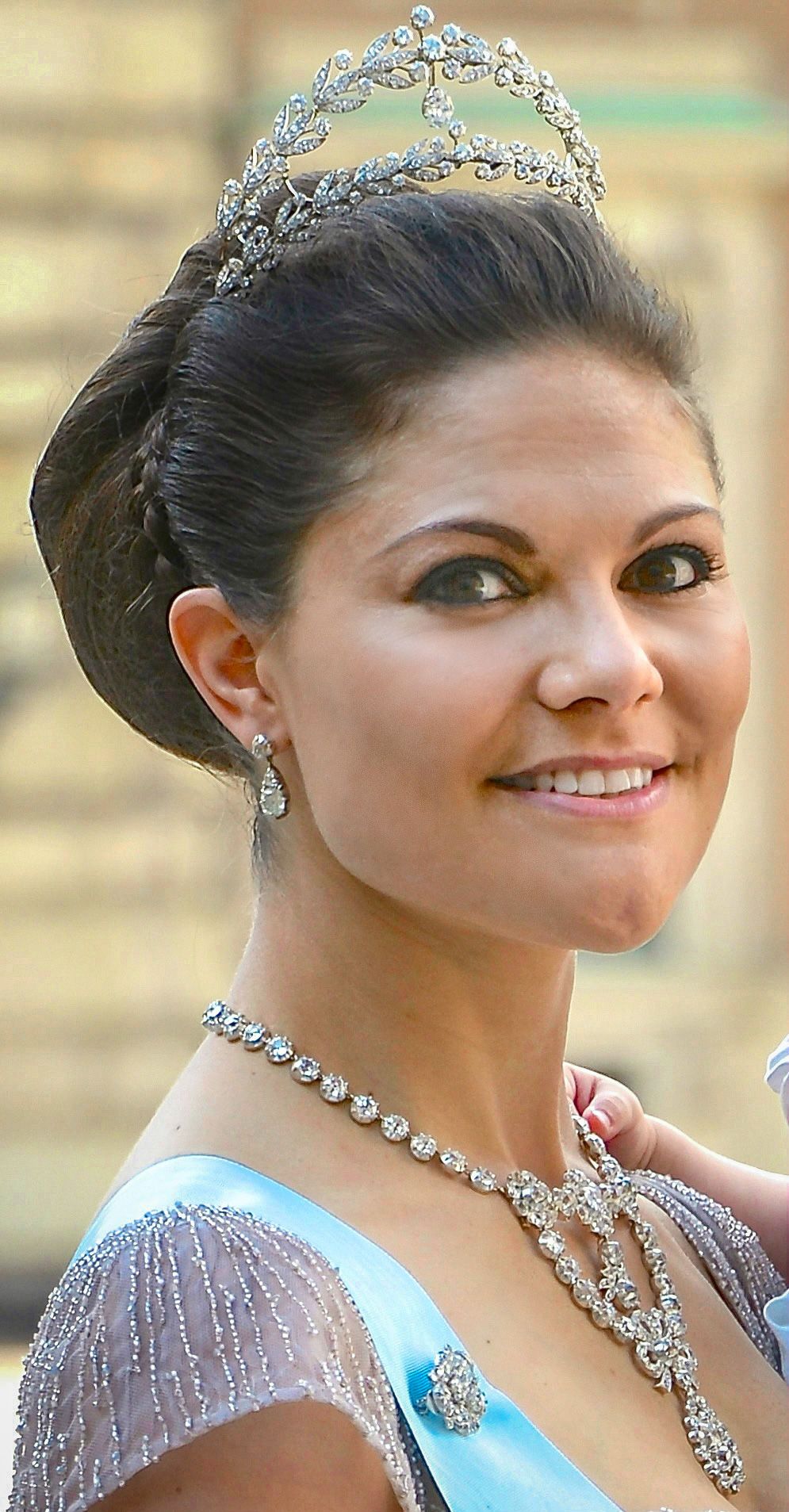
Prinses Victoria van Zweden (1977)

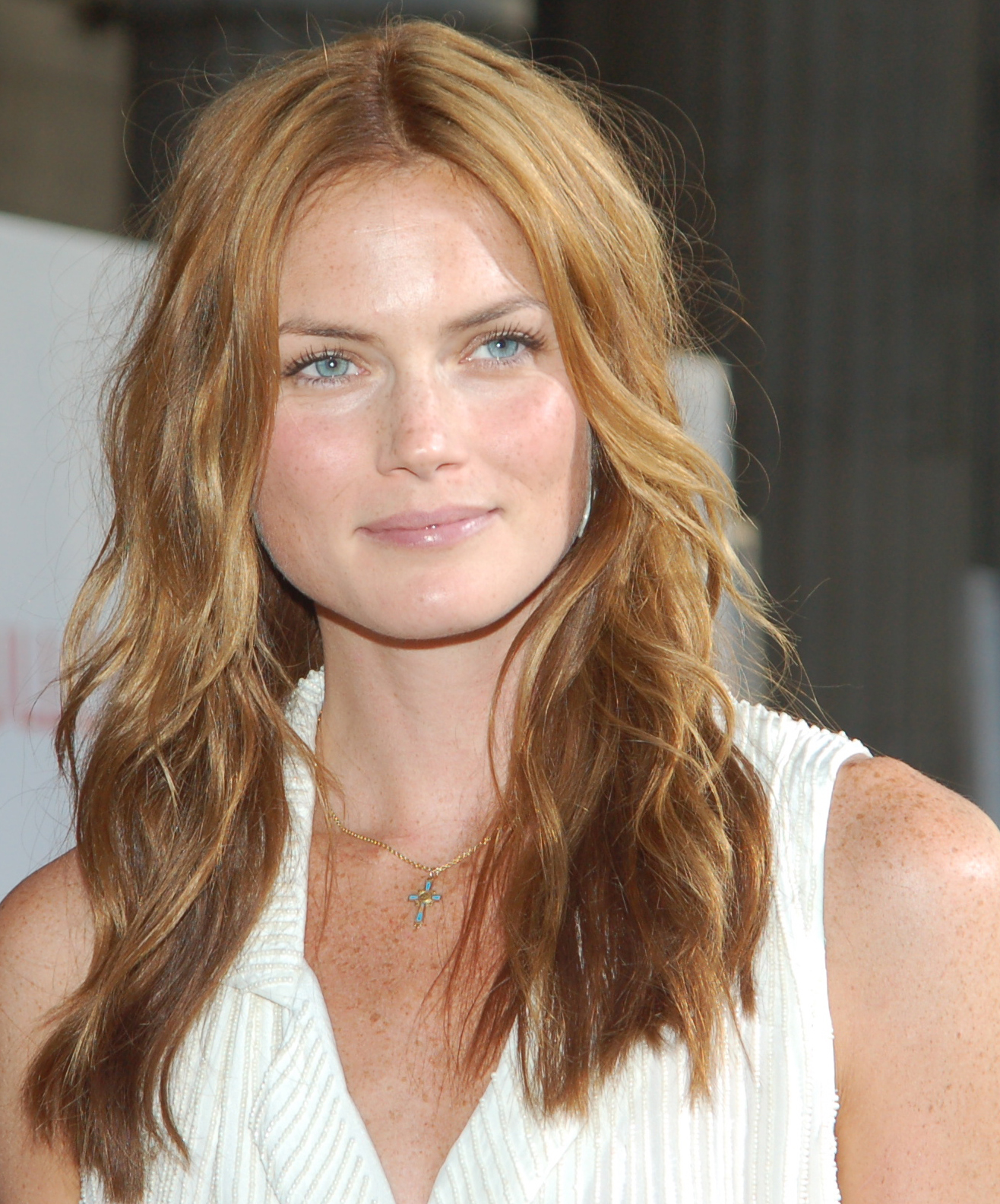
Actrice Mini Anden (1978)

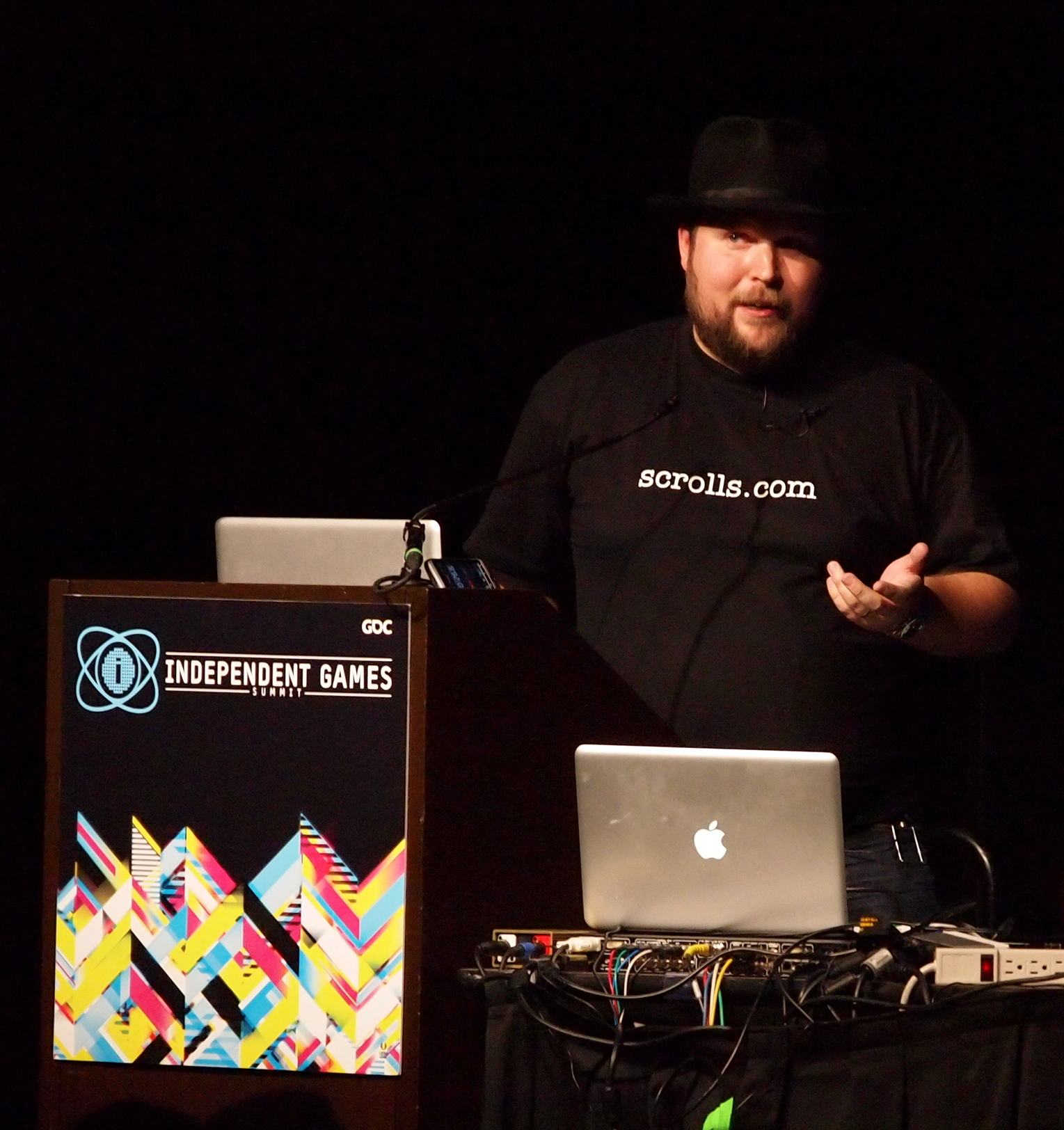
Computerspelmaker Markus Persson (1979)

- Mathias Grönberg (1970), golfprofessional
- Joakim Åhlund (1970), musicus, muziekproducent en videoclipregisseur
- Fredrik Hiller (1970), acteur, stemacteur, filmregisseur, filmproducent en scenarioschrijver
- Mats Sundin (1971), ijshockeyspeler
- Max Martin (1971), muziekproducent en songwriter
- Melinda Kinnaman (1971), actrice
- Rikard Norling (1971), voetballer en voetbalcoach
- Nicklas Kulti (1971), tennisspeler
- Christian von Koenigsegg (1971), oprichter van het sportwagenmerk Koenigsegg
- Lisa Ekdahl (1971), zangeres
- Stefan Johannesson (1971), voetbalscheidsrechter
- Klas Åhlund (1972), songwriter, muziekproducent en gitarist
- Marika Krook (1972), Fins zangeres en actrice
- Åsa Romson (1972), politica
- Johan Norberg (1973), schrijver
- Daniel Chopra (1973), golfer
- Thomas Enqvist (1974), tennisser
- Mikael Åkerfeldt (1974), zanger en gitarist
- Petter (1974), rapper
- Leif Westerberg (1974), golfer
- Johanna Sällström (1974-2007, Malmö), actrice
- Jonatan Johansson ( 1975), Fins voetballer
- Louise Jöhncke (1976), zwemster
- Richard S Johnson (1976), golfer
- Alexander Skarsgård (1976), acteur en regisseur
- Leonard Terfelt (1976), acteur
- Max von Schlebrügge (1977), voetballer
- Victoria van Zweden (1977), prinses
- Mini Anden (1978), actrice
- Emilia Rydberg (1978), zangeres
- Malin Åkerman (1978), Zweeds-Canadees model en actrice
- Malin Crépin (1978), actrice
- Ali Boulala (1979), skateboarder
- Carl Philip van Zweden (1979), prins en hertog
- Markus Persson (1979), maker van het computerspel Minecraft
- Robyn (1979), zangeres
- Katja Nyberg (1979), Noors handbalster
- Alexandra Rapaport (1971), actrice

### 1980–1989

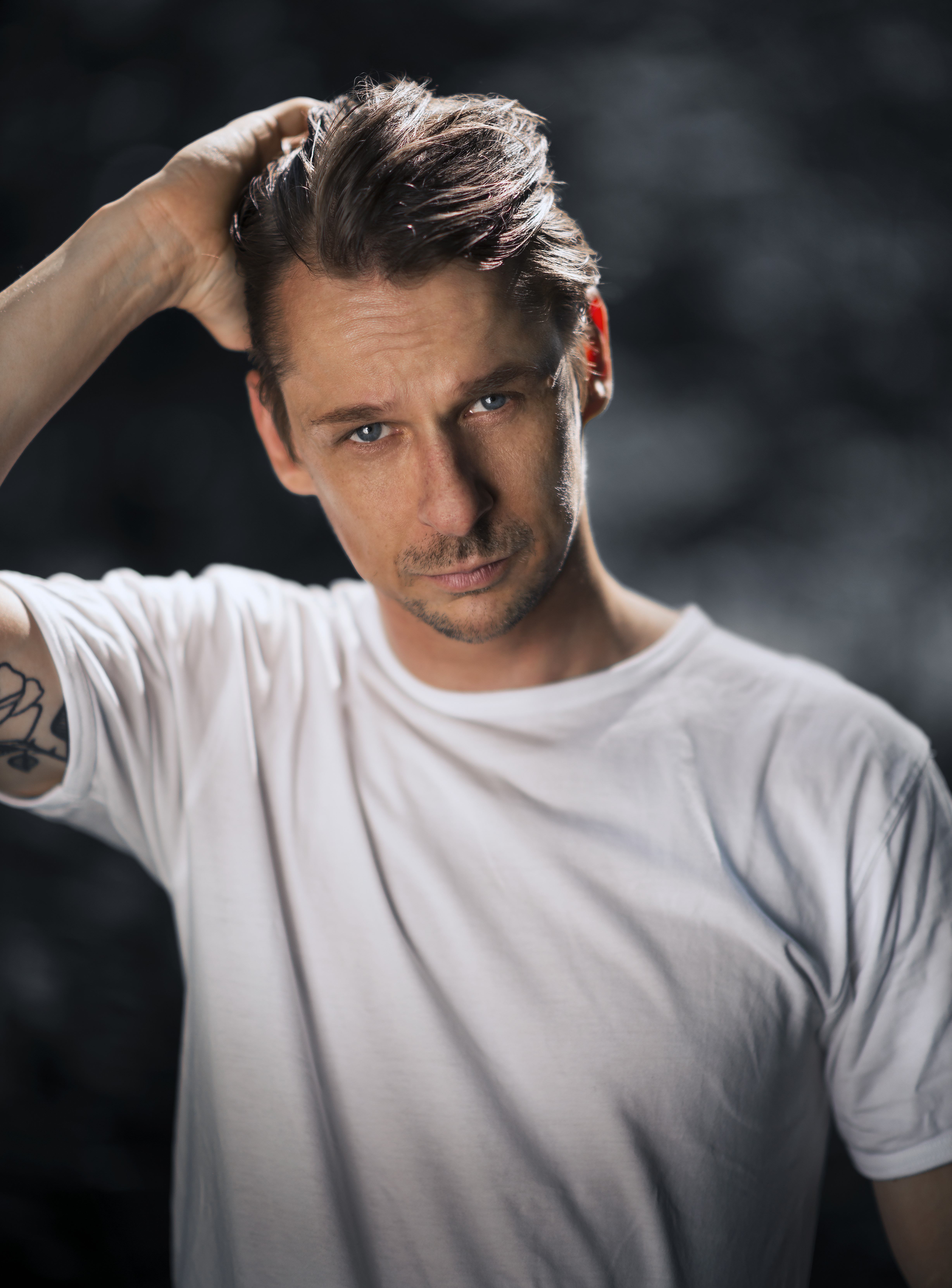
Acteur Peter Viitanen (1980)

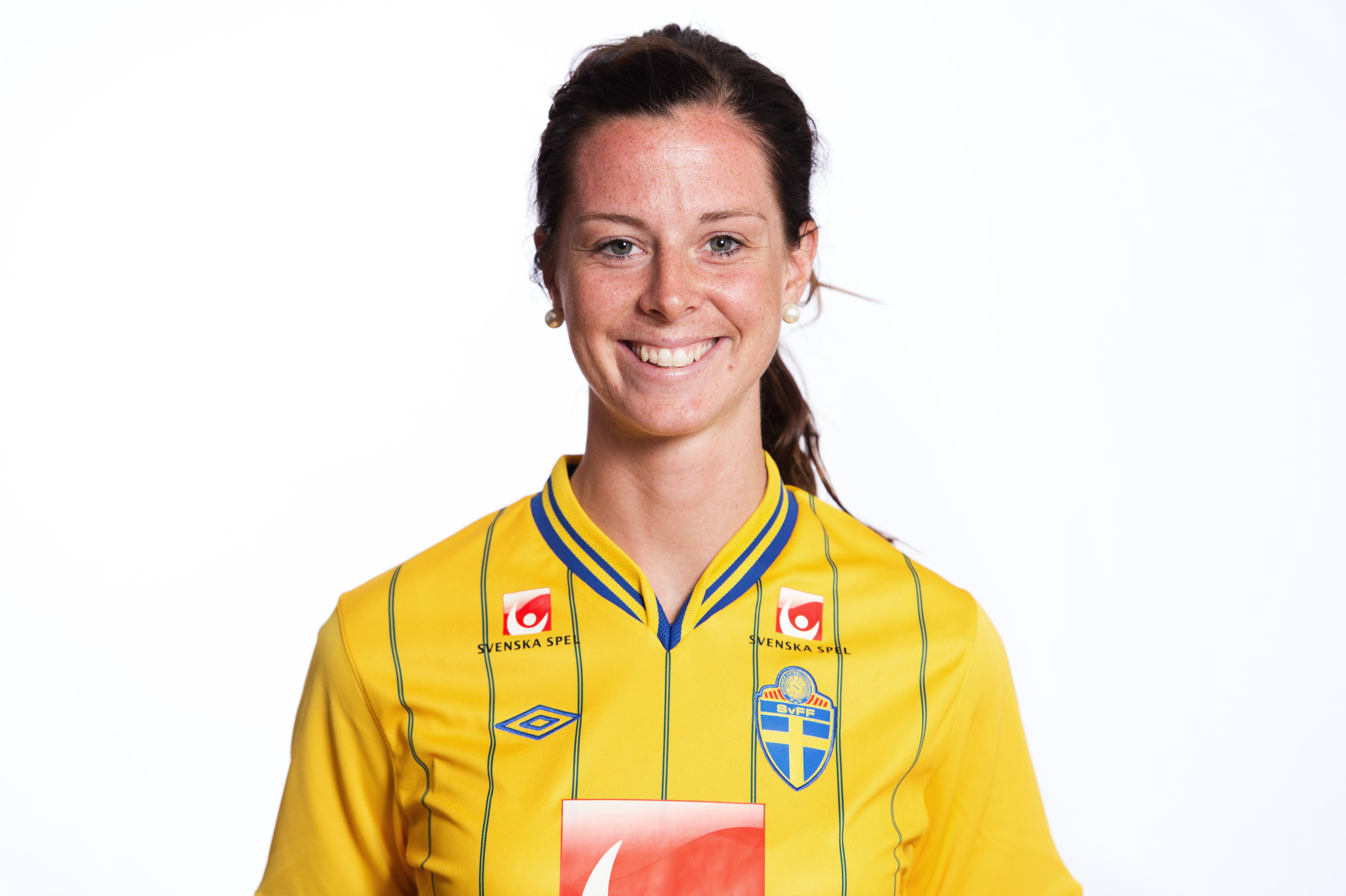
Voetbalster Lotta Schelin (1984)

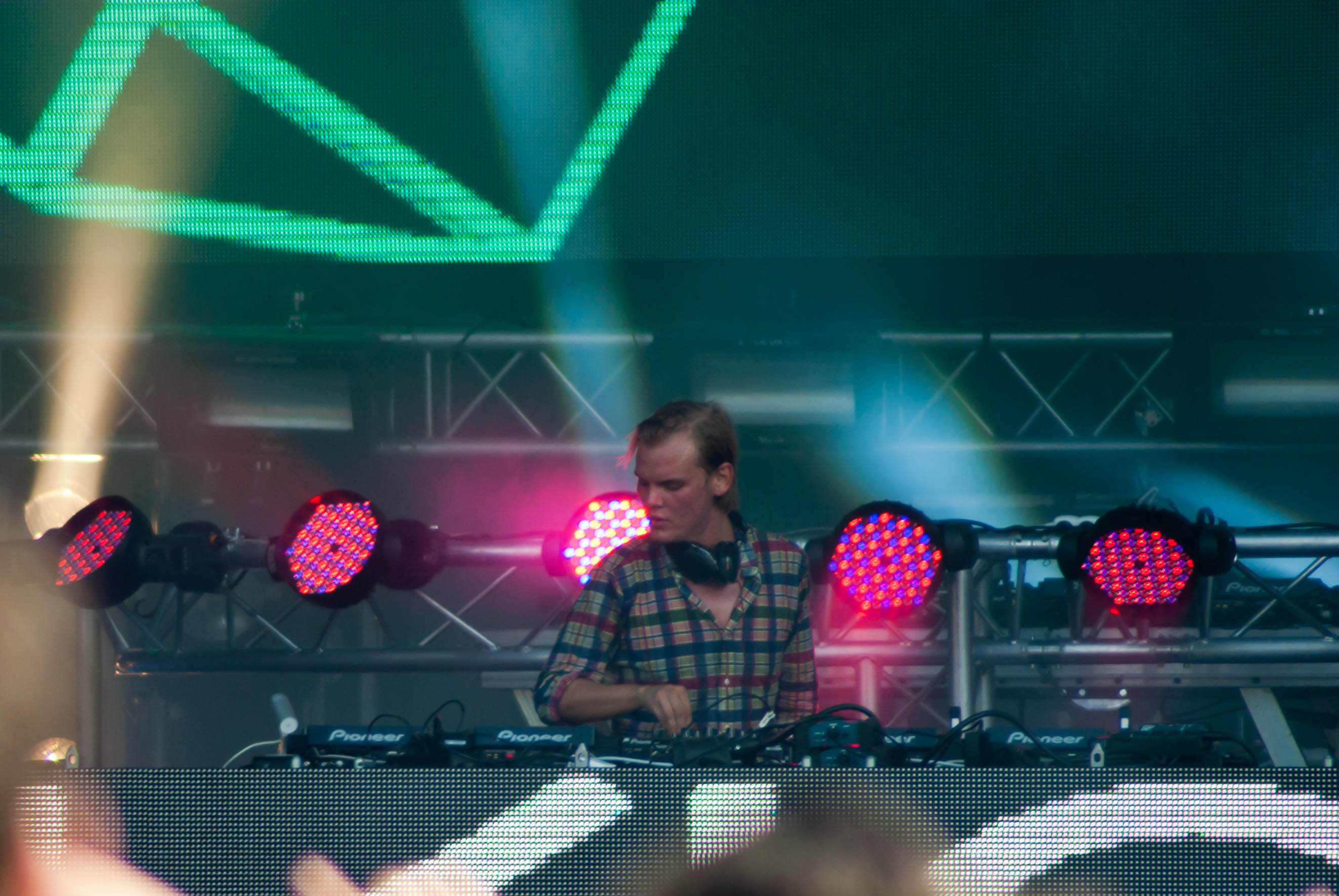
DJ Avicii (1989-2018)

- Sara Bergmark Elfgren (1980), schrijfster
- Nils-Eric Johansson (1980), voetballer
- Peter Viitanen (1980), acteur
- Andreas Siljeström (1981), tennisspeler
- Vera Vitali (1981), actrice
- Nina Zanjani (1981), actrice
- Andreas Högberg (1982), golfer
- Stefan Ishizaki (1982), voetballer
- Alex Norén (1982), golfer
- Demba Traoré (1982), voetballer
- Rebecca Ferguson (1983), actrice
- Olof Guterstam (1983), voetballer
- Marie Serneholt (1983), zangeres
- Katia Winter (1983), actrice
- Victor Almström (1984), golfprofessional
- Alexander Ekman (1984), danser en choreograaf
- Lotta Schelin (1984), voetbalster
- Fredrika Stahl (1984), zangeres en componiste
- Fredrik Stoor (1984), voetballer
- Erkan Zengin (1985), Turks voetballer
- Mattias Hargin (1985), alpineskiër
- Patrick Amoah (1986), voetballer
- Ellen Fjæstad (1986), actrice
- Danny Saucedo (1986), zanger
- Darin (1987), singer-songwriter
- Martin Jacobson (1987), pokerspeler
- Philip Haglund (1987), voetballer
- Tove Lo (1987), zangeres, songwriter
- Michael Almebäck (1988), voetballer
- Camilla Lennarth (1988), golfer
- Lukas Meijer (1988), zanger
- Avicii, Tim Bergling (1989-2018), dj, remixer en muziekproducent
- Albin Ekdal (1989), voetballer
- Agnes Knochenhauer (1989), curlingspeelster
- Kristoffer Nordfeldt (1989), voetballer

### 1990–1999
- Elli AvrRam (1990), actrice

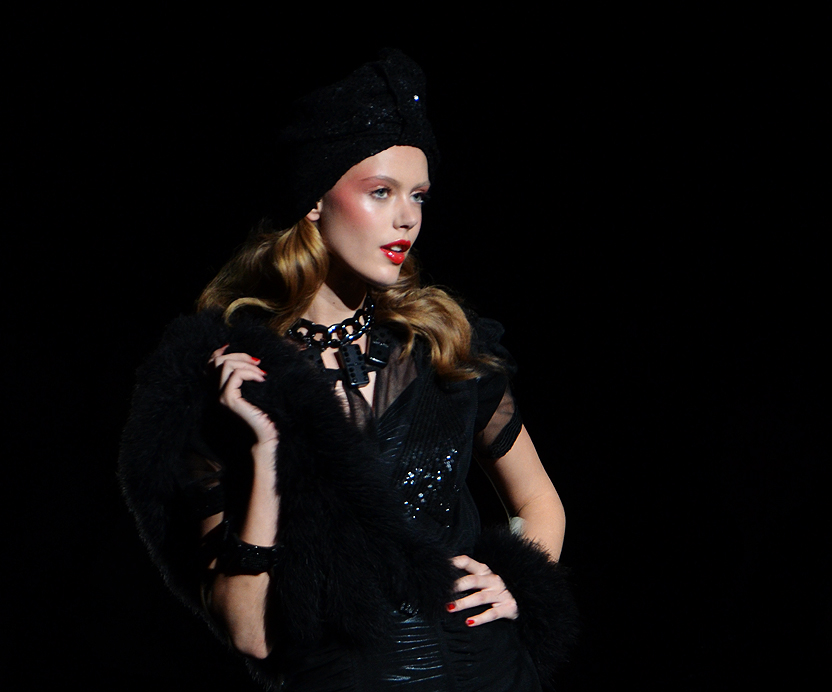
Topmodel Frida Gustavsson (1993)

- Kristoffer Fogelmark (1990), muziekproducent (Bonn)
- Anna Bergendahl (1991), zangeres
- Linn Blohm (1992), handbalster
- John Guidetti (1992), voetballer
- Emil Bergström (1993), voetballer
- Måns Grenhagen (1993), autocoureur
- Frida Gustavsson (1993), topmodel
- Robin Quaison (1993), voetballer
- Ludwig Augustinsson (1994), voetballer
- John Bryant-Meisner (1994), autocoureur
- Tove Enblom (1994), voetbalster
- Emil Krafth (1994), voetballer
- Simon Tibbling (1994), voetballer
- Oscar Wester (1995), freestyleskiër
- Rebecca Peterson (1995), tennisster
- Carl Starfelt (1995), voetballer
- Zara Larsson (1997), zangeres
- Viktor Gyökeres (1998), voetballer
- Amanda Nildén (1998), voetbalster
- Lova Sönnerbo (1998), zangeres

### Vanaf 2000

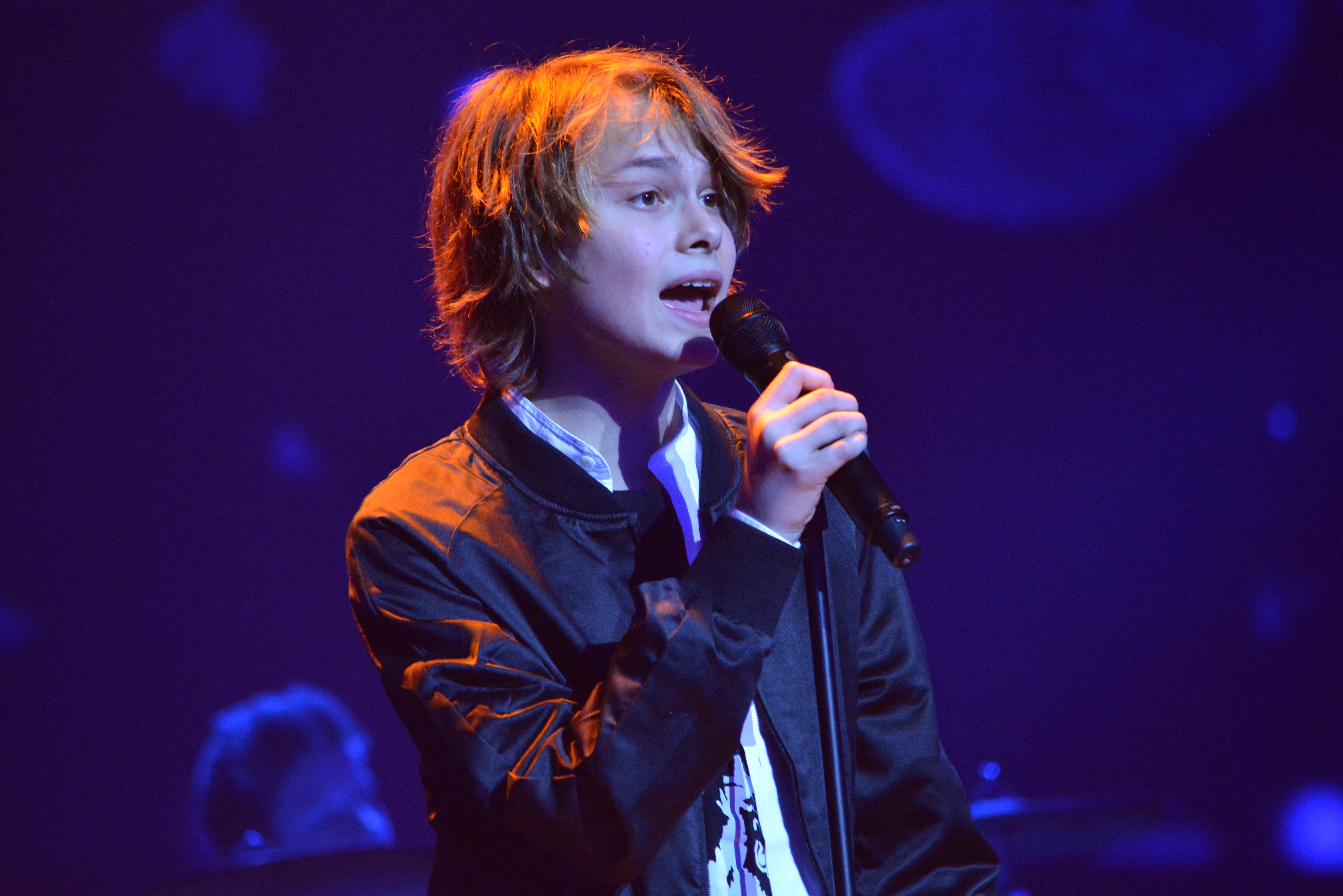
Zanger Elias Elffors Elfström (2000)

- Elias Elffors Elfström (2000), deelnemer Junior Eurovisiesongfestival
- Dejan Kulusevski (2000), voetballer
- Jonatan Hellvig (2001), beachvolleyballer
- Desiré Inglander (2001), model en influencer
- Einár, (2002-2019), rapper
- Mayckel Lahdo (2002), voetballer
- Daniel Svensson (2002), voetballer
- Benjamin Tahirović (2003), Bosnisch-Zweeds voetballer
- Greta Thunberg (2003), klimaatactiviste
- Matilda Vinberg (2003), voetbalster
- Richie Omorowa (2004), Zweeds-Ivoriaans voetballer
- Stina Kagevi (2005), wielrenster
- Smilla Holmberg (2006), voetbalster